# Mordet på Olof Palme
Mordet på Olof Palme ägde rum klockan 23:21 fredagen den 28 februari 1986 då Sveriges statsminister Olof Palme sköts till döds i korsningen Sveavägen–Tunnelgatan i centrala Stockholm. Trots att mordet följdes av den mest omfattande brottsutredningen i svensk historia har det aldrig blivit uppklarat.
Utredningen om mordet följde ett flertal spår, däribland ”PKK-spåret” (även kallat kurdspåret), ”33-åringen” och ”Sydafrikaspåret”, som dock inte ledde till något konkret genombrott. I december 1988 anhölls Christer Pettersson som misstänkt för mordet, och denne dömdes också i juli 1989 av en oenig Stockholms tingsrätt som skyldig, men frikändes därpå av en enig hovrätt i november samma år. Misstankarna mot Pettersson kvarstod dock och resning begärdes av riksåklagaren i december 1997 men avslogs av Sveriges högsta domstol den 28 maj 1998. Därpå följde över 20 år då inget genombrott i spaningsarbetet verkade ske; detta trots att fler än 130 personer genom åren hade erkänt mordet och att mordutredningen är en av världens dyraste och mest omfattande.
Enligt tidigare gällande lagar skulle brottet ha preskriberats 25 år sedan det begicks – alltså år 2011. I januari 2010 gjordes en lagändring så att varken mordet på Olof Palme eller andra outredda brott av allvarlig karaktär i Sverige har en preskriptionstid.
Den så kallade Skandiamannen, Stig Engström, avliden 2000, pekades ut som misstänkt gärningsman av chefsåklagare Krister Petersson den 10 juni 2020, efter vilket utredningen lades ned. Som skäl för misstankarna mot Engström presenterades en indiciekedja som ansågs så stark att Engström skulle kunna häktas. Däremot presenterades ingen ny teknisk bevisning. Chefsåklagaren tillika förundersökningsledare Krister Petersson framhöll istället Engströms närvaro på brottsplatsen, en tidigare dokumenterad vapenvana och samröre med Palmefientliga kretsar, hans nervösa beteende i en intervju vid Sveavägen kort efter mordet, hans likheter med signalement som getts av vissa vittnen samt att flera av hans utsagor om mordkvällen inte stämmer överens med flertalet av övriga vittnen. Åklagaren bedömde att indicierna sammantaget skulle ha räckt för att häkta Engström om han hade levt och inlett en brottsutredning mot honom, men inte att de ensamma räcker för att göra brottet styrkt.
Beslutet att lägga ner förundersökningen och att peka ut Engström möttes av hård kritik. Enligt en opinionsundersökning efter presskonferensen hade knappt var femte svensk övertygats om att Engström var gärningsmannen, medan lika många var övertygade om att han inte var det och tre av fem svarade att de var tveksamma eller inte visste.
Efter att utredningen lades ner blev handlingarna tillgängliga för allmänheten som kan begära ut dem för en liten summa pengar på grund av avgiftsförordningen (SFS 1992:191) (hela materialet kostar 1 miljon kronor). Handlingarna innehåller saker som uppslag om förundersökningen och saker som förhörsprotokoll. Vissa personers namn har maskerats vid utlämnandet av handlingarna på grund av offentlighets- och sekretesslagen (2009:400), och grupper har skapats på sociala medier för att röja aktuella personers namn. Detta gör de genom att identifiera typsnittet och storleken och fylla i luckorna. Staten och polisen har kritiserats för att inte ha lämnat ut uppgifter som namn i handlingarna.

## Händelseförloppet

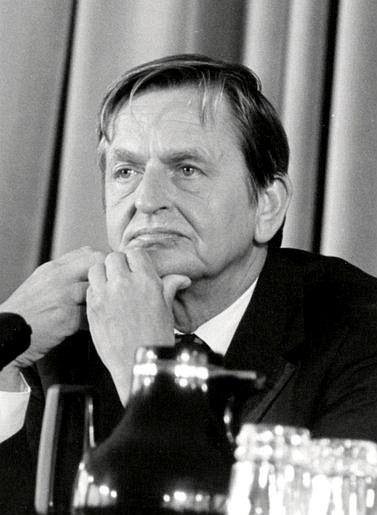
Olof Palme år 1984.

På kvällen den 28 februari 1986 promenerade Olof Palme och hans hustru Lisbeth hemåt i centrala Stockholm, utan eskort av livvakter, efter ett besök på biografen Grand där de hade sett filmen Bröderna Mozart (1986). Klockan 23:21, vid korsningen Sveavägen och Tunnelgatan, sköts Olof Palme dödligt i ryggen med ett revolverskott från kort avstånd och segnade ner på trottoaren. Genast därefter skadesköts Lisbeth Palme med ett annat skott från samma revolver varpå gärningsmannen springande avvek från platsen. Palme avled omedelbart men transporterades ändå efter upplivningsförsök till Sabbatsbergs sjukhus. Han anlände dit klockan 00:06 den 1 mars och konstaterades då vara avliden. Lisbeth Palme klarade sig med lindriga fysiska skador.

### Före biografbesöket
Makarna Palmes biografbesök hade bestämts med kort varsel, men de hade i förväg pratat med varann om att gå på bio denna kväll. Lisbeth Palme nämnde troligtvis planerna på sin arbetsplats under eftermiddagen 28 februari. Ett besök på just Grand diskuterade hon sedan med sonen Mårtens fästmö i telefon vid 17-tiden. Palme, som tidigare under eftermiddagen skickat hem sina livvakter, fick höra om planerna vid hemkomsten runt klockan 18:30. Han hade därpå ett telefonsamtal med Mårten, som redan köpt biljetter till Grand, där Palme talade om ett biobesök på antingen Grand eller Spegeln (där filmen Mitt liv som hund gick), men inget blev bestämt. Att även makarna Palme skulle besöka Grand bestämdes mellan dem själva runt klockan 20:00. Den senare polisutredningen undersökte om Lisbeth Palmes arbetsplats, makarna Palmes hem eller telefon varit avlyssnade, utan att kunna finna några sådana spår.
Frågan om Palme kan ha varit fysiskt övervakad eller förföljd på vägen från hemmet till biografen, och under tiden närmast före morddagen, utreddes under mars och april 1986 av en arbetsgrupp ledd av Säpo-kommissarien Bert Melén. Gruppen kom, med hänvisning till ett antal vittnesiakttagelser, fram till att "analysen talar för att Olof Palme varit övervakad på eftermiddagen den 27 februari samt från det att han lämnade bostaden på kvällen den 28 februari fram till det att han mördades kl 23.21". Senare kom dock polisens uppfattning att bli att det saknas tecken som tyder på att paret förföljdes.

### Biobesöket och mordet

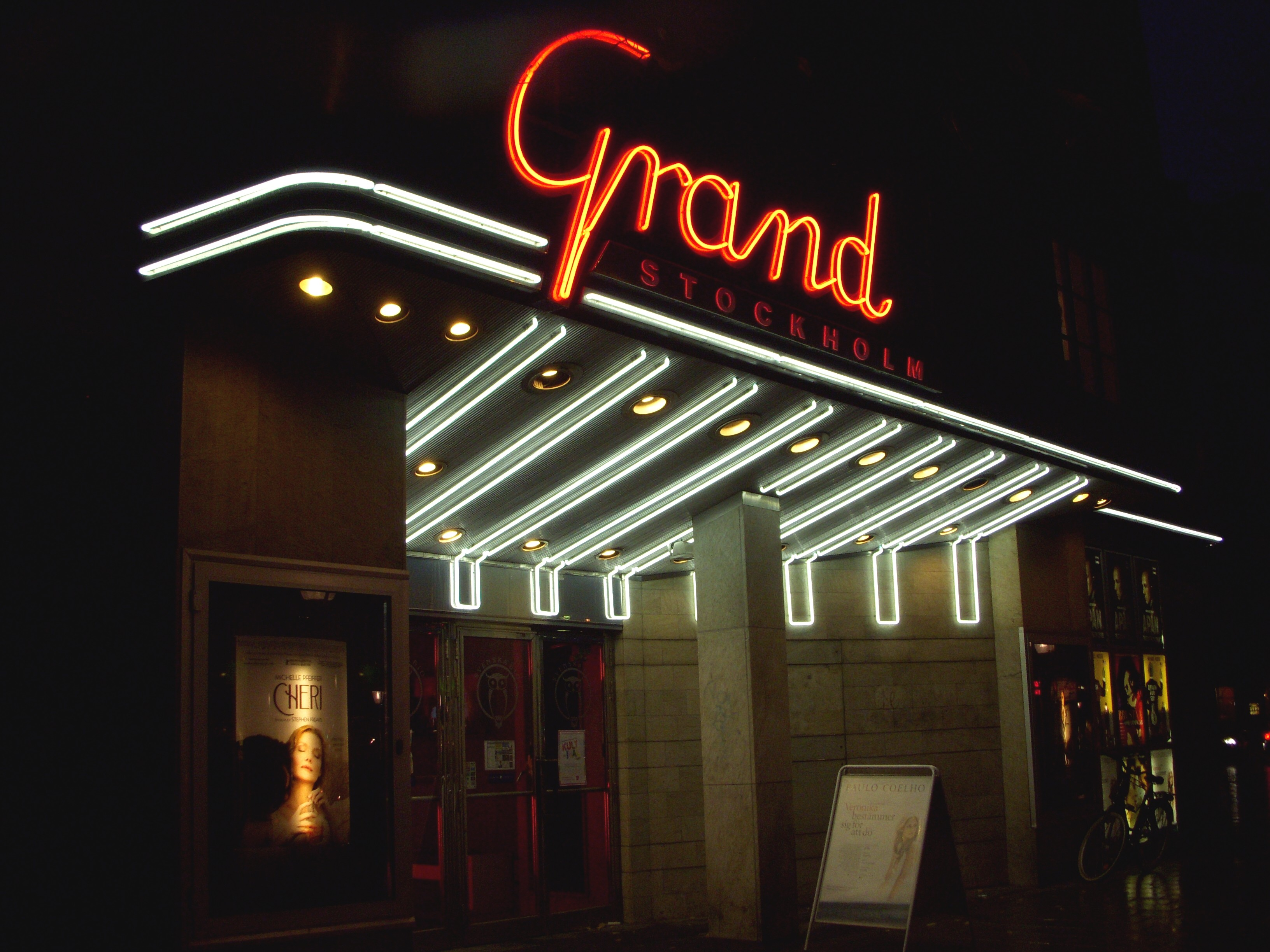
Biografen Grand, Sveavägen, Stockholm.

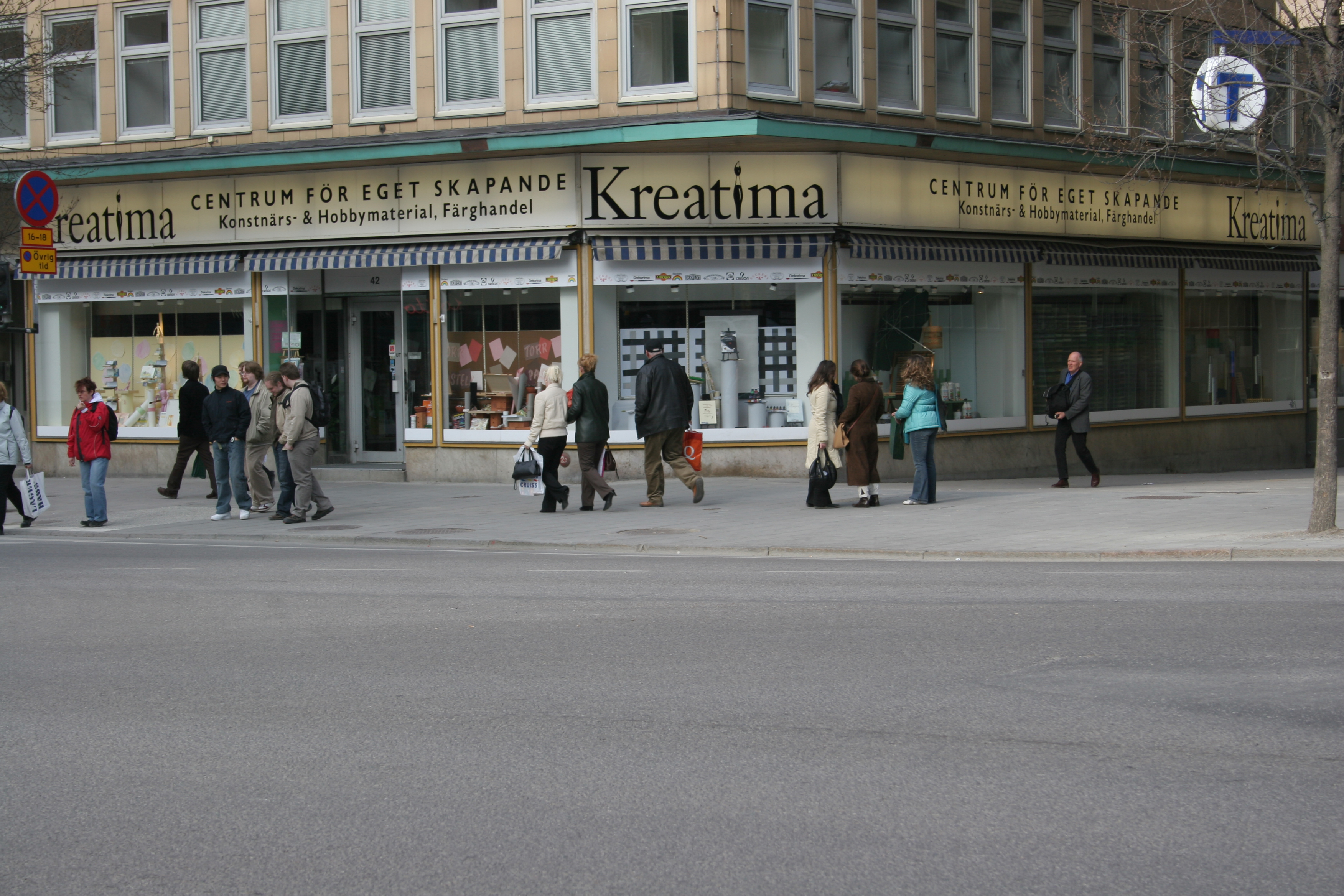
Korsningen Sveavägen-Tunnelgatan, 2005. Mordplatsen är där de tre kvinnorna står, strax till höger om Kreatima-skylten. Vid mordtillfället och fram till 1995 hette butiken Dekorima.

Fredagen den 28 februari 1986 anlände Palme till sitt hem på Västerlånggatan 31 i Gamla stan ungefär klockan 18:30 efter en vanlig arbetsdag. Han åt middag med sin fru och ringde några telefonsamtal, till Bo Toresson och Sven Aspling. Strax efter 20:30 lämnade paret hemmet och gick till fots till tunnelbanestationen Gamla stan. De steg på ett tåg som avgick klockan 20:42 och anlände till tunnelbanestationen Rådmansgatan 20:47. Därifrån promenerade de vidare till biografen Grand på Sveavägen där de mötte sonen Mårten med fästmö strax före 21:00. Palme köpte själv biljetter i kassan till Suzanne Ostens film Bröderna Mozart som började 21:15.
Efter filmens slut, mellan klockan 23:05 och 23:10, dröjde alla fyra kvar något utanför biografen fram till 23:15 då de skildes åt och paret Palme började gå Sveavägen söderut. Vid Adolf Fredriks kyrkogata korsade de Sveavägen och fortsatte sedan sin promenad hemåt på denna östra sida. De gick relativt långsamt och stannade till vid åtminstone ett skyltfönster till klädbutiken Sari. När de ungefär klockan 23:21:30 passerade Tunnelgatan och Dekorima-butiken kom en man upp bakom Olof Palme och sköt honom från nära håll i ryggen med ett skott som var omedelbart dödande. Ett andra skott åsamkade Lisbeth Palme en skråma längs ryggen. Därefter avvek gärningsmannen in på Tunnelgatan och tog sig uppför trapporna mot Malmskillnadsgatan där han fortsatte över gatan och troligtvis vidare nedför David Bagares gata. Sista absolut säkra observationen av mördaren är uppe på åsen, där trapporna slutar. Därefter upphör alla spår av den bortflyende mördaren.
Vad som hände efter skotten och minuterna därefter kan på flera punkter avgöras på sekunden då samtalen med larmcentralen automatiskt spelades in och det på bandet återfinns tidsangivelser från Fröken Ur. Utifrån detta går det att uppskatta när andra händelser inträffade. Följande är därför känt:
- 23:21:30 avlossades två skott mot paret Palme.
- 23:22:20 påbörjades registreringen av ett larmsamtal till larmcentralen. Ett ögonvittne som satt i en bil på Sveavägen berättade för växeltelefonisten att ”det är mord på Sveavägen” och kopplades vidare till polisen. Efter att ha fått vänta på svar från polisen förgäves i en och en halv minut bröt vittnet samtalet.
- 23:23:40 ringde växeltelefonisten vid Järfälla Taxi till larmcentralen för att förvissa sig om att ambulans larmats, i ett samtal som pågick till klockan 23:24:20. Dessförinnan hade hon mottagit ett anrop från en av bolagets taxichaufförer som blivit vittne till mordet och som bett taxiväxeln att larma polisen. Växeltelefonisten meddelade att någon hade blivit skjuten i korsningen Sveavägen/Tunnelgatan och larmcentralen ombad därpå växeltelefonisten att kontakta taxichauffören och be denne stanna på platsen tills polis anlände. Hon gjorde så och ringde sedan till larmcentralen.
- 23:24:40 ringde en operatör på larmcentralen till polisens sambandscentral. Han kom i kontakt med en radiooperatör och frågade denne om sambandscentralen kände till ett larm om skottlossning på Sveavägen. Radiooperatören uppgav att sambandscentralen inte kände till något sådant larm. Samtalet pågick till klockan 23:25:10.

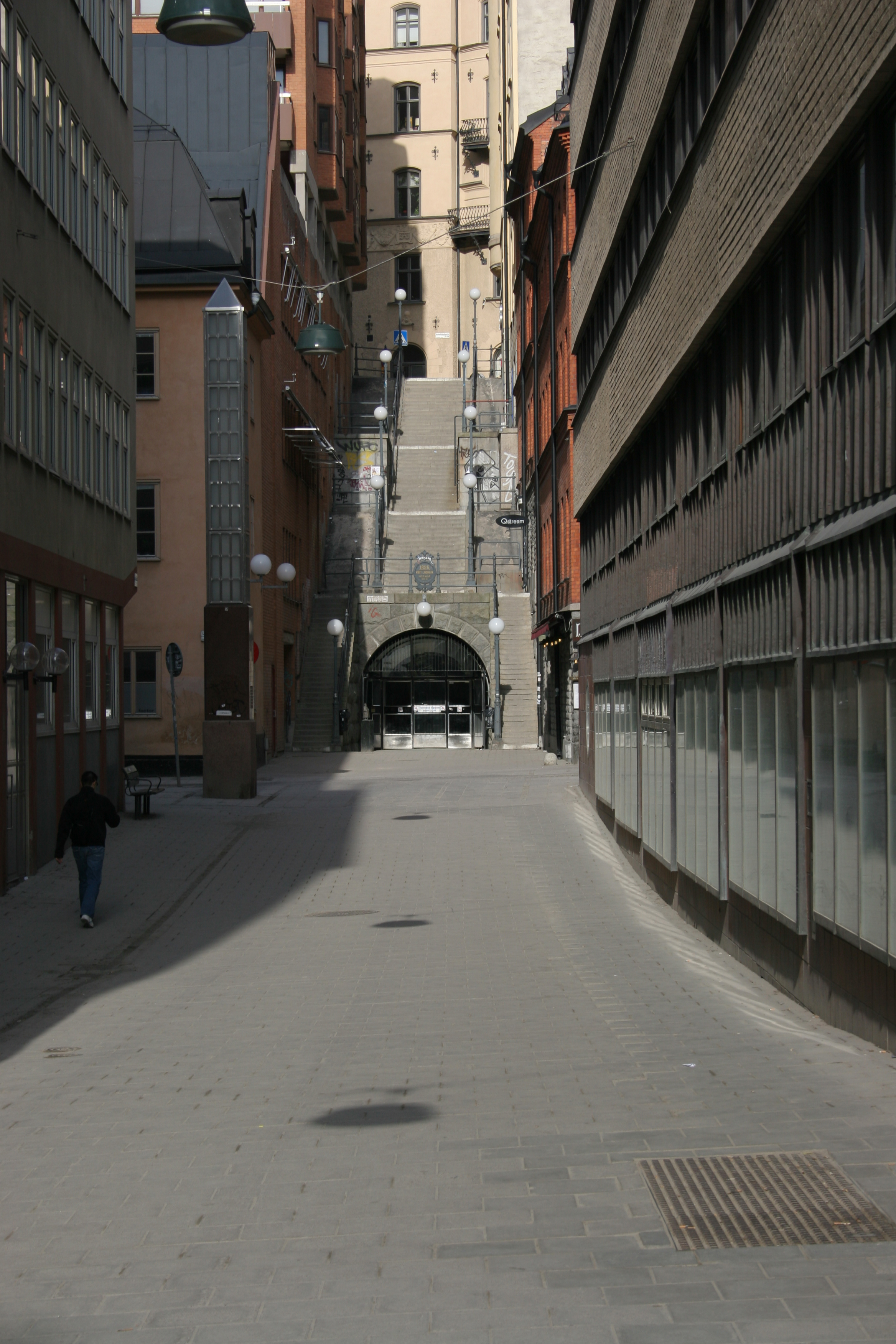
Tunnelgatan hävdas varit mördarens flyktväg.

- Ungefär klockan 23:24 kom den första polispatrullen till platsen i polisbil. En andra taxichaufför från Järfälla Taxi, som hört kollegans larmanrop och befann sig på Kungsgatan omkring hundra meter från korsningen mellan Kungsgatan och Sveavägen, uppmärksammade en polispatrull i närheten på händelsen. Polispatrullen åkte genast till mordplatsen och hörde under färden sambandscentralens larm. I bilen fanns kommissarie Gösta Söderström som tog befälet på brottsplatsen.
- 23:25:30 var den senaste tidpunkt som polispiketen från Södermalm kan ha dykt upp på platsen men det finns en möjlighet att den anlänt redan klockan 23:23. Patrullen hade precis passerat på Malmskillnadsgatan vid trappavsatsen ovanför Tunnelgatan när den fick larm från radiooperatören vid sambandscentralen. Patrullen anlände till mordplatsen efter, men i stort sett samtidigt som, den första polispatrullen. Kommissarie Söderström beordrade patrullen att ta upp förföljandet uppför trapporna men gav inte patrullen något signalement.
- Mellan 30 och 60 sekunder efter polispiketen från Södermalm stannade en ambulans från Sollentuna vid mordplatsen. Den befann sig där av en slump och var inte på utryckning.
- 23:26:00 ringde radiooperatören tillbaka till larmcentralen och meddelade att polisens sambandscentral kände till larmet. Samtalet pågick till klockan 23:26:20.
- Därefter anlände en polispiket från Norrmalm till platsen. Patrullen befann sig vid Norra Bantorget och tankade när den larmades.
- Därefter anlände en ambulans direkt från Sabbatsbergs sjukhus. Ambulanspersonalen i den gick ut och hjälpte sina ambulanskollegor i den första ambulansen.
- 23:28:00 rapporterade ambulanspersonalen till larmcentralen att ambulansen med Palme lämnat mordplatsen och var på väg mot Sabbatsbergs sjukhus.
- 23:31:40 rapporterade ambulanspersonalen till larmcentralen att ambulansen anlänt till sjukhuset.

### Timmarna efter mordet
- 23:30 meddelade kommissarie Söderström sambandscentralen att det var statsministern som skjutits.
- 23:40 ringde en tipsare till Tidningarnas Telegrambyrå (TT) och berättade att statsministern hade skjutits på Sveavägen.
- 00:06 konstaterades Olof Palme vara avliden på Sabbatsbergs sjukhus.
- 00:15 fick TT från sambandscentralen bekräftat att Palme mördats.
- 00:20 skickade TT ut ett flashtelegram om att Palme var död.
- 00:45 anlände Sveriges vice statsminister Ingvar Carlsson till Rosenbad.
- 01:10 bröt Riksradion programmet och meddelade att Palme har mördats (se nedan).
- 02:05 gick rikslarm ut.
- 04:00 Extra nyhetssändning från Rapport.
- 05:15 Sveriges regering höll presskonferens på Rosenbad.
- 08:00 Extra nyhetssändning från Aktuellt.
- 10:00 Brottsplatsundersökning påbörjas. Avspärrningen var till en början begränsad; många personer rörde sig under mordkvällen, natten och morgonen i området, det gick t.ex.att kasta in blommor på mordplatsen.[24]

Det sändes inte nyheter i Sveriges Radio nattetid 1986. En stund före klockan 01:00 den 1 mars började Sveriges Radio P3 som vanligt att sända musik – utan ”mellansnack”. Klockan 01:10 avbröts dock musiken, Who's Zoomin' Who med Aretha Franklin, och sändningsledaren Staffan Schmidt sade:
| ” | Ni lyssnar till Sveriges Nattradio, klockan är tio minuter över ett, och vi har – vi bryter sändningarna här, vi har nämligen en extra nyhetssändning från Ekoredaktionen. | „ |

Inrikesreportern Jan Ström läste därefter upp följande meddelande:
| ” | Sveriges statsminister Olof Palme är död. Han sköts i kväll i centrala Stockholm. Olof Palme sköts ned vid korsningen Tunnelgatan–Sveavägen och han dog senare på Sabbatsbergs sjukhus. Regeringen är informerad. Finansminister Kjell-Olof Feldt och vice statsminister Ingvar Carlsson är informerade och de bekräftar båda att Olof Palme har avlidit. Polisen söker en man i 35- till 40-årsåldern med mörkt hår och lång mörk rock. Polisen söker alltså mördaren och ett stort sökpådrag pågår i Stockholm. Taxiväxeln i Stockholm har skickat ut signalementet. Enligt polisens ledningscentral var det en taxichaufför från Järfälla Taxi som uppmärksammade att en person skjutits ned. Chauffören larmade sin taxiväxel som i sin tur larmade polisen. Ledningscentralen sände en polispiket till platsen. Olof Palme sköts klockan tjugotre och trettio, alltså halv tolv, för en och en halv timma sedan. Regeringen har haft … samlats till ett extra sammanträde. Ingvar Carlsson, vice statsministern, leder mötet. Hans enda kommentar när han kom till Rosenbad ikväll är att ”Det är fruktansvärt”, sa han… till TT, när han kom till Rosenbad. Olof Palme skulle inom några månader fyllt 59 år. Han har varit ordförande i socialdemokratiska partiet sedan 1969 och statsminister under perioden 1969 till -76 och från 1982. Med anledning av det inträffade kommer vi naturligtvis att lägga om nattens program i nattradion. Och ekoredaktionen återkommer naturligtvis med mera nyheter när vi har sådana att komma med. | „ |

Under lördag förmiddag återkom kung Carl XVI Gustaf till Stockholm från Storlien, riksdagens talman Ingemund Bengtsson återkom från Spanien och länspolischef Hans Holmér återvände från Borlänge. Talmannen entledigade samtliga statsråd men bad dem sitta kvar som expeditionsministär. Under lördag eftermiddag beslutade Socialdemokraternas verkställande utskott att föreslå partistyrelsen att välja Ingvar Carlsson till ny partiledare, vilket också skedde under måndagen 3 mars. Under lördag och söndag ställde Sveriges Television in alla underhållningsprogram, exempelvis Gomorron Sverige, Jubel i busken och Razzel. Diskussioner fördes även kring om Vasaloppet, traditionsenligt planerat att genomföras den 2 mars och anledningen till Holmérs bortovaro timmarna efter mordet, skulle ställas in, men tävlingsledningen beslutade att genomföra skidloppet som planerat.

## Utredningen

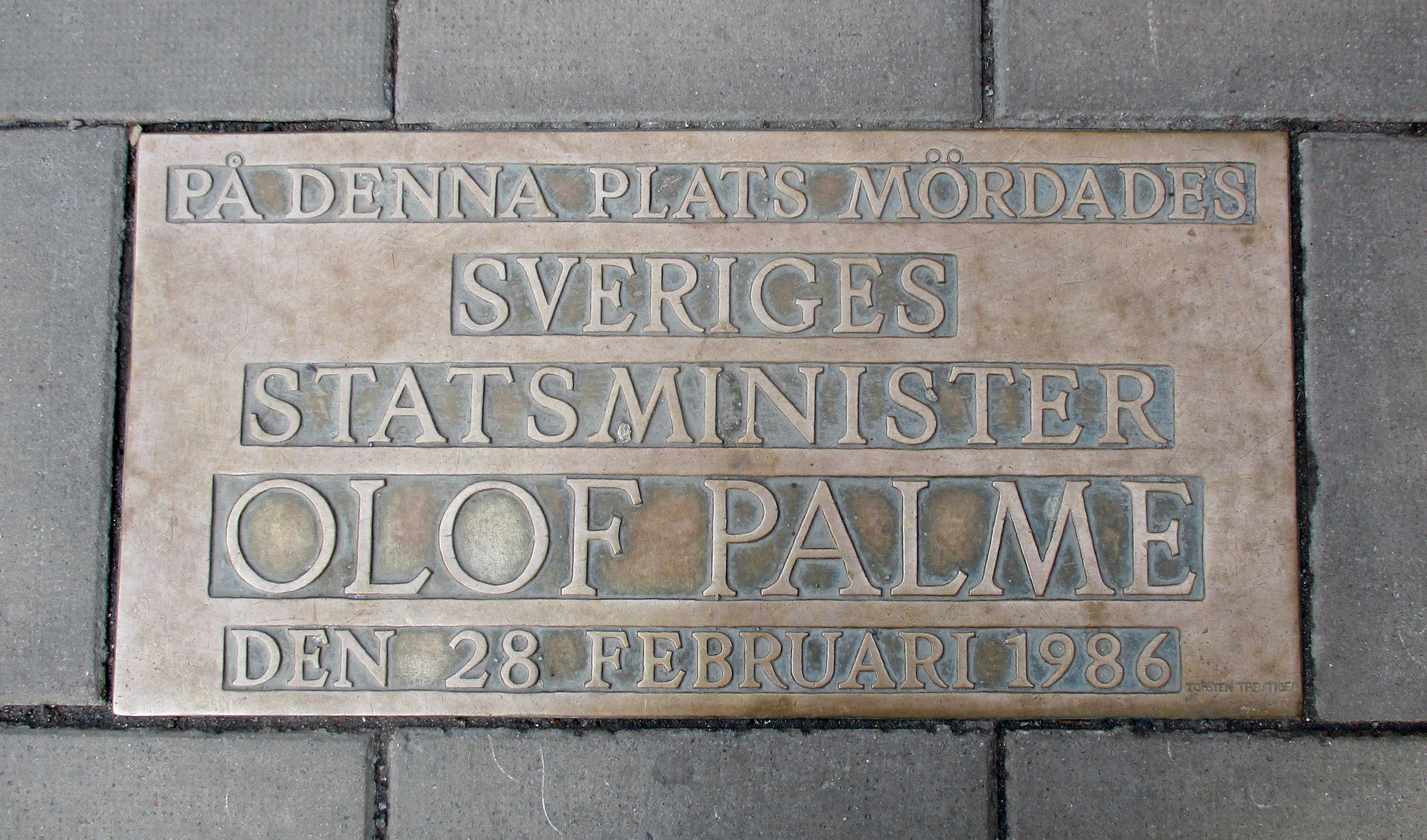
Minnesplattan i korsningen Sveavägen–Olof Palmes gata.

### Ledande personer inom utredningen

#### Spaningsledare
- Gösta Welander (mordnatten) [30]
- Hans Holmér (1986–1987) [31]
- Ulf Karlsson (1987–1988) [31]
- Hans Ölvebro (1988–1997) [31]
- Stig Edqvist (1997–2012) [31][32]
- Hans Melander (2012–2013 och 2016–2020) [33][34]
- Dag Andersson (2013–2016) [33][35]

#### Förundersökningsledare
- K.G. Svensson (våren 1986) [36]
- Claes Zeime (1986–1987. Biträdande åklagare: Solveig Riberdahl, Anders Helin och Bo Josephson) [36]
- Axel Morath (1987–1994. Biträdande åklagare: Solveig Riberdahl, Anders Helin och Jörgen Almblad) [36]
- Solveig Riberdahl (1994–1996. Biträdande åklagare: Anders Helin och Jan Danielsson) [36]
- Jan Danielsson (1996–2000. Biträdande åklagare: Kerstin Skarp) [36]
- Agneta Blidberg (2000–2009. Biträdande åklagare: Kerstin Skarp)[36]
- Kerstin Skarp (2009–2017) [37]
- Krister Petersson (2017–2020) [37]

### Omfattning
Brottsutredningen kring mordet är Sveriges största och mest kostsamma någonsin. År 1996, tio år efter mordet, hade utredningen kostat över en halv miljard kronor. År 2011 inkom fortsatt tre tips om dagen till Palmegruppen och sammanlagt rör det sig om 3 600 pärmar med material. Cirka 130 personer har hittills erkänt mordet men har avförts från listan av misstänkta. Brottsutredningen är dessutom en av de största i världen. En belöning på upp till 50 miljoner kronor för tips som leder till att en gärningsman fälls för mordet finns fortfarande utsatt.

### Hans Holmér blir spaningsledare
Enligt journalisten Jan Stocklassa fanns det tre olika grupper som kunde ta över spaningsledningen: Säkerhetspolisen (Säpo), rikskriminalpolisen (rikskrim) och polismyndigheten i Stockholms län. Men eftersom Säpo uppenbarligen hade misslyckats med att bevaka statsministern hade det varit känsligt för dem att utreda mordet. Att rikskrim och deras chef Tommy Lindström inte betroddes med spaningsledningen beror enligt Stocklassa på att Lindström väntade med att ta över ledningen. Efter att ha firat sin födelsedag den 1 mars kom han något senare till jobbet på förmiddagen, men då hade Stockholms länspolismästare Hans Holmér redan tagit över spaningsledningen. Hur detta hade gått till konkret är oklart. Något formellt beslut om att göra Holmér till spaningsledare fanns inte; enligt den senare Granskningskommissionen skedde detta formlöst. Det står dock klart att Holmér hade regeringens (socialdemokraternas) stöd. Dåvarande finansminister Kjell-Olof Feldt menar att det kan ha berott på att Holmér kände viktiga personer bland Stockholms socialdemokrater och på länspolismästarens ”karismatiska uppträdande”. Även Jan Stocklassa pekar på det stora nätverket som Holmér förfogade över inom det socialdemokratiska partiet samt att han tillsammans med Ebbe Carlsson hade hjälpt Olof Palme att bemästra olika skandaler så som IB-affären och Geijeraffären och därmed visat sin lojalitet gentemot partiet och statsministern. Kl. 10.50 den 1 mars 1986 dök länspolismästaren upp på polishuset i Stockholm och tog på sig att lösa mordet på landets statsminister, kl. 12 höll han sin första presskonferens. Ett möte mellan Holmér, den nye statsministern Ingvar Carlsson och Ebbe Carlsson den 2 mars 1986 bekräftade Holmérs ställning.

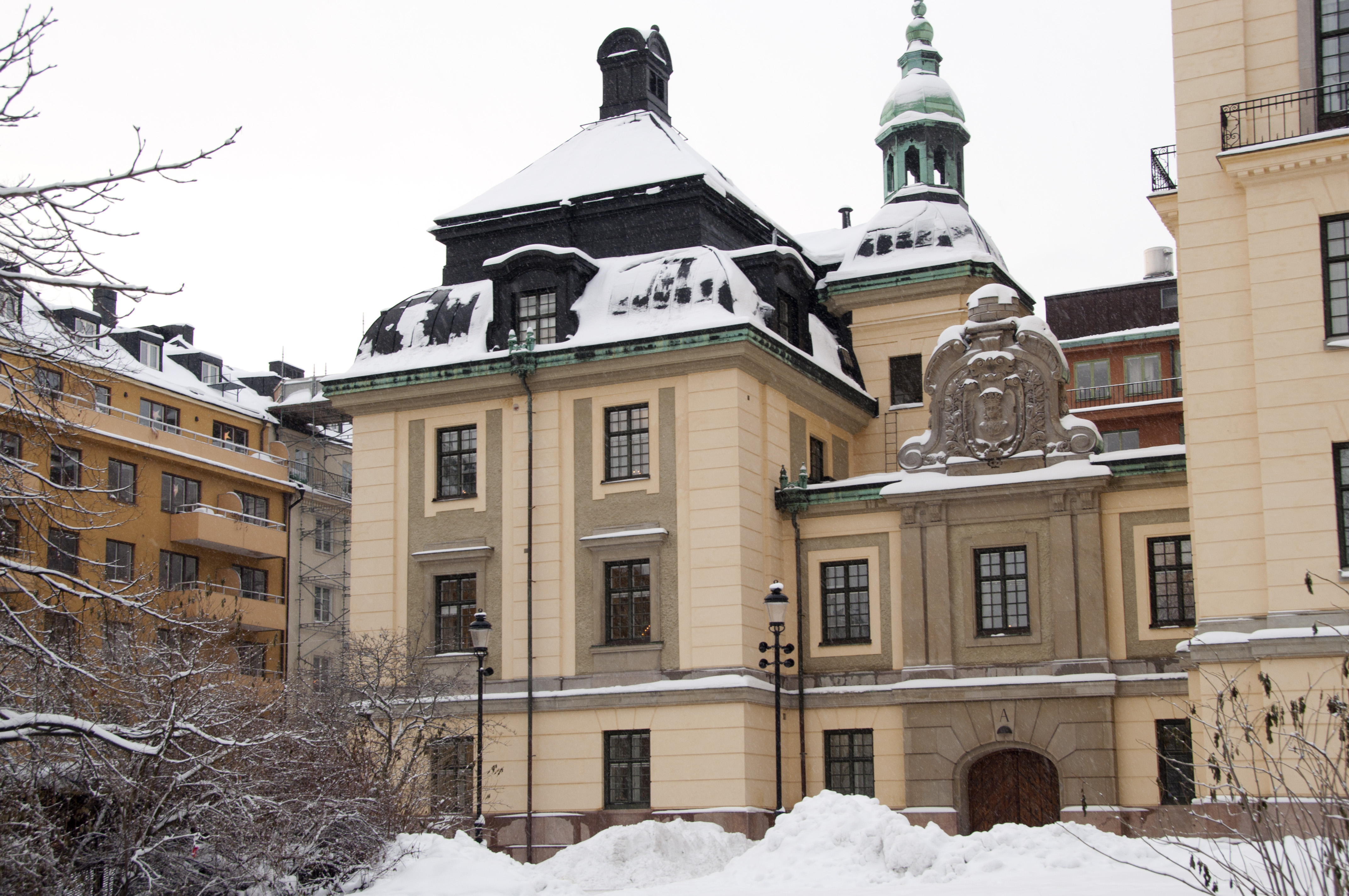
Stockholms polishus (2011).

Det riktades dock ganska tidigt kritik mot Holmér eftersom han saknade erfarenhet av att bedriva mordutredningar. Den senare spaningsledaren Ingemar Krusell beskriver de första dagarna efter Palmemordet som ett organisatoriskt kaos. Olof Palmes sista statssekreterare Ulf Dahlsten menar att Holmér hade narcissistiska drag som gjorde att han var mycket intresserad av att hålla presskonferenser och att han var mer intresserad av hur historien skulle berätta om honom istället för att bedriva ett ordentligt utredningsarbete. Enligt Dahlsten fanns det redan från början en kritik mot Holmér att han inte bedrev utredningen på ett professionellt sätt. Istället satsade Holmér på mer spektakulära åtgärder som t.ex. att leta efter mordvapnet genom att skicka stridsplanen Viggen över Stockholm.
Under Hans Holmér inriktade sig utredningen mot det s.k. PKK-spåret. Att Kurdistans Arbetarparti misstänktes berodde på flera mord runtom i Europa som organisationen hade genomfört. Misstankarna grundade sig på antaganden och indicier, bevis hittades inga. Ett tillslag mot PKK i januari 1987 ledde inte heller till något resultat. Enligt journalisten Gunnar Wall var Holmér ointresserad av invändningar mot PKK-spåret, och tips som hade kommit in och som om pekade åt andra spår förvarade länspolismästaren i ett kassaskåp där de blev liggande. Strax efter tillslaget mot PKK avgick Holmér som spaningsledare, sedan utredningsgruppen 4 februari fått en ny bemanning.

### Hans Ölvebro tar över
Holmér avgick i mars 1987. Han efterträddes som spaningsledare av Ulf Karlsson, som i sin tur 1988 efterträddes av Hans Ölvebro som blev mest känd för att ha lett utredningen mot Christer Pettersson. Efter hård intern kritik lämnade han sitt uppdrag 1997. Journalisten Lars Borgnäs och författaren Lena Andersson har anklagat Ölvebro för att ha haft en alldeles för stor tillit till Lisbeth Palmes vittnesmål.

### Från Kerstin Skarp till Krister Petersson
Från 2009 till 2017 ledde Kerstin Skarp Palmeutredningen. Den 1 februari 2017 tog Krister Petersson på sig uppdraget att leda utredningen. Petersson är känd för att tidigare ha utrett mordet på Anna Lindh. Han har dessutom varit åklagare i rättegången mot John Ausonius (Lasermannen). För Petersson finns det flera olika teorier om mordet på Palme och han anser att man ska utgå ifrån mordplatsen istället för att låsa fast sig vid olika teorier, vilket Petersson menar har gjorts i tidigare skeden av mordutredningen.

### Vapen som varit i utredning
De enda spår som gärningsmannen lämnade efter sig var två kulor av typen .357 Magnum från tillverkaren Winchester-Western. Den ena kulan återfanns på morgonen dagen efter mordet på Sveavägens västra sida (det vill säga på den motsatta sidan i förhållande till mordplatsen) och den andra återfanns ytterligare en dag senare vid lunchtid, på samma sida som mordplatsen. Båda kulorna överensstämde med de blyfragment som hittades i paret Palmes kläder. Det överlägset vanligaste vapnet som användes/används för dylik ammunition är från tillverkaren Smith & Wesson och därför har stora ansträngningar gjorts för att hitta just ett sådant vapen. Dock finns det andra tillverkare av vapen med kaliber .357; till exempel Taurus, Colt, Ruger & Co. och Dan Wesson Firearms. Dessutom kan man inte helt säkert fastslå att kulorna från Sveavägen verkligen sköts med en .357-revolver. SVT:s granskande program Striptease och reportern Lars Borgnäs visade i ett reportage från 1995 hur man med enkla medel kunde avfyra kulor avsedda för en .357 Magnum i en något klenare revolver med kaliber .38 special. Detta genom att flytta över kulan till en annan hylsa eller borra upp revolverns patronläge.
Under utredningens gång har polisen provskjutit 500 magnumrevolvrar och man har fäst särskild vikt vid att spåra de 10 magnumrevolvrar som vid tiden för mordet var stöldanmälda. Av dessa har polisen kunnat spåra samtliga utom Sucksdorffsvapnet. Den revolver som fått mest utrymme i media, den så kallade Mockfjärdsrevolvern, eftersöktes i drygt 20 år och återfanns till sist år 2006, men var i alltför dåligt tekniskt skick för att man skulle kunna avgöra om det var mordvapnet.

### Gärningsmannen
Genom att väga samman vittnesuppgifterna går det att få fram följande: mordet begicks av en man som var 175–190 cm, bar en mörk jacka eller rock och en keps, hade ett rörelsemönster som vissa vittnen beskrivit som klumpigt, haltande, rullande, andra som smidigt, och som var mellan 30 och 50 år. Något regelrätt signalementsförhör med Lisbeth Palme har inte dokumenterats och hennes uppgifter om gärningsmannen kom successivt under dagar och veckor efter mordet.
Den gärningsmannaprofil som började upprättas 1993 och presenterades 1994 diskuterar fyra hypotetiska scenarion för mordet, men drar slutsatsen att mordet genomfördes av en ensamagerande gärningsman, som träffade Palme vid biografen Grand. Gärningsmannen är enligt denna hypotes en personlighetsstörd man som drevs av sitt Palmehat. Han har sannolikt haft relationssvårigheter hela livet, särskilt med auktoriteter av olika slag. Han är inåtvänd, ensam och personlighetsstörd men inte psykotisk. Hans tillstånd är nära kopplat till att han har ”misslyckats” i livet. Motgångarna gör honom deprimerad och depressionen fördjupas till paranoia. Om personer av detta slag börjar begå våldsbrott är de i regel 35–45 år gamla.
Den framtagna gärningsmannaprofilen har genom åren mött kritik, inte minst för att den tämligen ensidigt koncentrerar sig på en ensam gärningsman. Den särskilda granskning av gärningsmannaprofilen som år 1996 presenterades av två experter från Riksrevisionsverket fastslog att den framtagna profilen verkade ha ”påverkats mycket av möjligheten av Christer P som gärningsman”  och kom med en rad invändningar mot dess slutsatser. Det har även kommit att ifrågasättas om den framtagna gärningsmannaprofilen alls är relevant, eftersom en sådan vanligtvis görs för gärningsmän som upprepar sina brott, till exempel seriemördare, där det går att se mönster mellan de olika gärningarna. SOU 1999:88 menar dock att det viktiga är hur mycket information som finns tillgänglig, inte antalet brottsliga gärningar.

### Fantombilderna
Med hjälp av en signalementsmaskin lånad från Bundeskriminalamt i Wiesbaden i Västtyskland framställde polisen med hjälp av ett vittne en så kallad fantombild av gärningsmannen. Bilden publicerades den 6 mars 1986 och resulterade i en mycket stor mängd tips, omkring 7 000–8 000, till polisen. Vittnet ifråga hade mellan klockan 23:30 och 23:40 ”nästan stött ihop med” en man i Smala gränd utanför restaurang Alexandra, drygt 400 meter från brottsplatsen. När mannen fick syn på vittnet hade han sett förskräckt ut, vänt sig om och skyndat vidare. Vid Snickarbacken har han tagit av åt höger mot Birger Jarlsgatan. Senare har polisutredningen konstaterat att mannen som vittnet beskrev med hög sannolikhet inte var mördaren; tidpunkten omkring 10–20 minuter efter mordet är för sen. Fantombilden anses därför idag inte vara relevant.
Fram till 1987 fick polisen in sex tips om en viss man som var bosatt i närheten av mordplatsen. Mannen var psykiskt sjuk, hade på olika sätt varit fixerad vid Palme och beskrivit sig själv som ”Palmes kronprins” eller ”Palmes högra hand”. Vittnet från Smala gränd pekade vid förhör ut den psykiskt sjuke mannen som den som var mest lik den man hon mötte på mordkvällen. Den psykiskt sjuke mannen uppgav för polisen att han på mordkvällen befunnit sig på ett visst nöjesställe från omkring klockan 21:00 till 02:00 men något alibi kunde han inte presentera. Det har dock aldrig funnits några särskilt starka skäl att tro att denne man är gärningsmannen.
En andra fantombild, kallad "Skuggan", publicerades den 24 mars 1986. Bilden byggde på uppgifter från ett vittne som sett en man följa efter Palme på Sergels torg den 27 februari 1986. Polisutredningen kom senare att hävda att vittnet medvetet lämnat falska uppgifter och att den förföljande mannen aldrig har funnits. Detta dementeras dock av vittnet, som står fast vid sin berättelse.

### 33-åringen
Redan dagen efter mordet inkom ett tips ifrån en kvinna som berättade att hon föregående kväll varit på kafé Mon Chéri på Kungsgatan och där kommit i samspråk med en man som uttalat sitt hat mot Palme. Mannen hade lämnat över ett visitkort med namnet "Vic G" och ett telefonnummer. Andra tipsare hörde av sig med upplysningar om palmehatiska uttalanden från samme man och att denne ägde ett sådant vapen som polisen trodde hade använts vid mordet.
Den 8 mars 1986 hämtades den utpekade Victor Gunnarsson till förhör, men släpptes redan samma kväll. Fyra dagar senare togs han in för ett nytt förhör och han delgavs nu misstanke om delaktighet i mordet på Palme och han anhölls samma kväll. Vid husrannsakningar i Gunnarssons bostad hittades palmefientliga skrifter samt den parkas som han burit under mordkvällen. En kriminalteknisk undersökning av parkasen fann spår som eventuellt härrörde från ett skjutvapen; dock inte av den typ polisutredningen eftersökte för mordet.
I förhör tillstod Gunnarsson att han besökt Mon Chéri och där samtalat med tre kvinnor. Efter att de tre lämnat stället hade han pratat med två pojkar. Därefter gick han till biografen Rigoletto för att se en film och sedan till McDonald's på Kungsgatan. Pojkarna förhördes av polisen och de uppgav att Gunnarsson hade lämnat kaféet mellan 23.00 och 23.30. Inget av vittnena vid brottsplatsen kunde med säkerhet peka ut Gunnarsson och Lisbeth Palmes uppgifter om gärningsmannens klädsel stämde inte med den klädsel Gunnarsson burit. De ovan nämnda pojkarna gav genom sina vittnesmål så småningom Gunnarsson ett alibi för kvällen.
Gunnarsson begärdes häktad den 17 mars 1986. Häktningsframställningen återkallades dock 19 mars och Gunnarsson försattes på fri fot. Gunnarsson var alltså aldrig häktad. Han var dock föremål för telefonavlyssning maj–juni 1987, augusti–november 1987 och i januari 1988. Efter tingsrättens dom mot Pettersson i juli 1989 lades förundersökningen mot Gunnarsson ned.
Den bild som polisutredningen ger av Gunnarsson är den av en utåtriktad person, uppvuxen i Jämjö i Blekinge, som hade rest mycket och försörjt sig på tillfälliga arbeten. Han hatade Palme, gillade vapen, var intresserad av politik och samhällsfrågor och var anhängare av extrema rörelser, däribland EAP. För vittnen hade Gunnarsson uppgivit att han stridit för USA i Vietnamkriget, att han var utbildad av FBI och CIA och att han var CIA-agent. En kontroll kunde dock visa att han endast gjort vapenfri tjänst under värnpliktstiden. Personer i hans omgivning beskrev honom som ”ofarlig”, ”lättledd”, ”fantiserande”, ”lögnaktig” och ”lever i sin egen värld”.
Polisen Börje Wingren, som ledde förhören med Gunnarsson, gav 1993 ut boken Han sköt Olof Palme, skriven i samarbete med journalisten Anders Leopold. Wingren anser att Gunnarsson är gärningsmannen medan Leopold menar att Gunnarsson med hög sannolikhet var med i en konspiration initierad av bland andra CIA. Gunnarsson skulle ha varit på plats när Palme sköts men var inte den som höll i vapnet. En möjligt planerad syndabock, enligt Leopold.
I januari 1994 påträffades Gunnarsson mördad i North Carolina i USA. En före detta polisman dömdes för mordet med svartsjuka som motiv, men vidhöll att han var oskyldig. Polismannen begärde omprövning men någon resning beviljades inte. Polismannen avled 2018.

### PKK-spåret och Ebbe Carlsson-affären
Redan den första veckan efter mordet blev polisutredningen intresserad av den kurdiska organisationen PKK för eventuell inblandning i mordet. Under 1984 och 1985 hade avhoppade PKK-medlemmar mördats i Uppsala och Stockholm och runtom Europa hade PKK varit inblandat i grova våldsbrott. Regeringen hade förklarat PKK för "en terrororganisation" och medlemmar av den hade dömts till kommunarrest. Organisationen kunde därför tänkas ha både motiv och förmåga att slå tillbaka mot svenska intressen.
Under våren hade ett antal kurder förhörts angående morden på de från PKK avhoppade medlemmarna under 1984 och 1985. Under hösten och vintern 1986 förberedde polisen en än större razzia, av spaningsledningen med Hans Holmér i spetsen döpt till Operation Alpha, där ett stort antal personer skulle hämtas till förhör – samtidigt. Tanken var att ett stort tillslag skulle röra om så mycket att personer började berätta vad de visste om PKK:s inblandning i mordet på Palme. Slutresultatet vid operationen den 20 januari 1987 blev att 22 personer togs in till förhör och att tre personer satt häktade i en vecka. Polisutredningen fördes inte framåt  och det klena utfallet av det hela förde med sig att Holmér några veckor efteråt tvingades avgå som spaningsledare. Någon månad senare lämnade han också in sin avskedsansökan från sin post som länspolismästare.
Svagheten med PKK-spåret, även kallat Kurdspåret, menar man, är att även om PKK har haft motiv och förmåga att mörda Palme har det aldrig gått att identifiera någon ”PKK:are på Sveavägen” vid tiden för mordet.
I förlängningen ledde PKK-spåret till den så kallade Ebbe Carlsson-affären där justitieminister Anna-Greta Leijon avgick efter att det avslöjats att hon skrivit ett rekommendationsbrev till förläggaren Ebbe Carlsson att bedriva privatspaning. Höga polischefer (till exempel Hans Holmér och P-G Näss) dömdes för att ha bedrivit olaglig avlyssning, så kallad ”buggning”, och Carlsson, hans livvakt och vapenhandlaren Ö (som hade kopplingar till Baseball-ligan, nämnd i Polisspåret nedan) dömdes för att ha smugglat in avlyssningsutrustningen i landet.

### Lisbeth Palmes vittnesmål
Lisbeth Palmes beskrivning av mordkvällen stämmer överens med det som de andra vittnen har berättat, men på en punkt skiljer sig hennes berättelse: hon påstår att mördaren vände sig om och att hon såg ansiktet. Detta har ingen av de andra vittnena beskrivit. Enligt alla andra vittnen sprang mördaren från mordplatsen utan att vända sig om. Det har därför diskuterats att hon enbart sett mördaren bakifrån och att hon inte sett hans ansikte. Lisbeth Palme har konsekvent under alla förhör vägrat att bli bandad, därför finns det bara protokollsanteckningar från de förhör som har genomförts med henne. Enligt förhörsprotokollet från dagen efter mordet när Inge Renborg och Christer H Sjöblom förhörde henne menade hon att hon hade uppfattat att mördaren var runt 40 år, 180 cm lång med kompakt kropp och kort hals och brunt hår. Det finns inga uppgifter om att hon såg mördarens ansikte. I programmet Uppdrag Granskning i februari 2018 bekräftar Sjöblom att Lisbeth Palme inte lämnade några uppgifter om gärningsmannens ansikte. När utredningen publicerade fantombilden den 8 mars 1986 hörde Olof Palmes änka av sig och ville komplettera uppgifterna. Dessa uppgifter hade hon innan stämt av med sonen Mårten. Enligt dessa uppgifter hade mördaren ett något rundare ansikte än på fantombilden. Vid en konfrontation den 17 mars, där hon skulle identifiera den ”33-åring” som hade figurerat i utredningen (se nedan) lyckades hon inte att peka ut honom. Den 25 mars ringde hon dock upp spaningsledaren Hans Holmér och gav honom en ganska detaljerad beskrivning av gärningsmannens ansikte där hon bland annat beskriver en "stirrande blick". Lars Thonander och Gunnar Hierner förhörde Lisbeth Palme nästa gång den 29 april 1986. Nu gav hon en mer detaljerad beskrivning av gärningsmannens ansikte som hon nu beskrev som ett ”rektangulärt och stelt stirrande ansikte med kraftigt, något framskjutet hakparti och markerade kindsidor”, vilket av tvivlare har föreslagits vara ett vittne som stått längre bort.
Våren 1988 tillträdde den nye spaningsledaren Hans Ölvebro som snävade in utredningen mot bland annat Christer Pettersson. I en videokonfrontation den 14 december 1988 pekade Lisbeth Palme ut honom vilket togs som huvudbevis mot honom under rättegången. Konfrontationen kritiserades dock på flera punkter. Bland annat för att palmeåklagaren Jörgen Almblad informerat Lisbeth Palme om att den misstänkte var alkoholist, att Lisbeth Palme krävde att ingenting fick spelas in och inga anteckningar fick föras under konfrontationen samt att åklagarna placerades bakom henne för att inte se hennes ansiktsuttryck när hon såg de misstänkta. Dessutom skedde konfrontationen två och ett halvt år efter mordet och personerna som omgav Pettersson under konfrontationen kom inte från samma samhällsskikt som han. Enligt bland andra Leif GW Persson har det visat sig att om man visar konfrontationsvideon för personer som saknar förkunskaper om mordet så är det ungefär hälften som pekar ut Petterson, trots att sannolikheten egentligen borde vara cirka 8 procent då det är totalt tolv män som medverkade i konfrontationen. Om testpersonerna dessutom får informationen att den misstänkte är alkoholist är det tre av fyra som pekar ut Pettersson. Persson menar dessutom att det finns ett vittne som både kände Christer Petterson och som såg mördaren springa uppför trappan. Detta vittne tyckte inte att Christer Petterson såg ut som den personen. Professorn i rättspsykologi Pär-Anders Granhag menar att Lisbeth Palmes utpekande på grund av de nämnda omständigheterna inte är värt någonting.
Att Lisbeth Palme gick från att inte ha något minne av ansiktet till att kunna peka ut Christer Pettersson som mördare kan ha olika förklaringar. Det är t.ex. möjligt att hon allt eftersom har satt ihop en minnesbild som består av olika personer som hon iakttog strax efter mordet och hon kan även blivit påverkad av sonen Mårtens observationer som han gjorde utanför biografen Grand och som hon fick ta del av. Dock är det enligt experter möjligt att Lisbeth Palme har sett ansiktet, förträngt det sedan på grund av traumat och fått tillbaka minnesbilden senare. Dock gäller det här att komma ihåg att hon, när hon påstås ha sett ansiktet, inte visste att hon såg mördaren. Den engelske vittnesexperten Gisli Gudjonsson menar att hon kan ha sett mördaren men att det lika väl är möjligt att hon inte har sett mördaren. Förutom konfrontationerna har Lisbeth Palme aldrig deltagit i en rekonstruktion på mordplatsen, vilket annars är ett vanligt tillvägagångssätt vid grövre brott.

### Christer Pettersson
Från oktober 1988 hade polis särskilt börjat intressera sig för Christer Pettersson, en känd missbrukare som år 1971 dömts till sluten psykiatrisk vård för ett knivdråp under juldagarna året före. Pettersson hade tidigare hörts upplysningsvis om sina förehavanden på mordkvällen, första gången den 28 maj 1986, men snabbt avfärdats av utredningen då det ansågs osannolikt att Palme mördats av ”buset från gatan”. Från 16 november 1988 började Petterssons telefon avlyssnas och på morgonen den 14 december hämtades han till förhör. Samma kväll pekade Lisbeth Palme vid en videokonfrontation ut Pettersson som gärningsman varpå han anhölls och senare häktades på sannolika skäl misstänkt som Palmes mördare. Åtal väcktes vid Stockholms tingsrätt den 29 maj 1989.
I efterhand har det dock riktats allvarlig kritik mot att polisen inriktade sig så hårt mot Christer Pettersson. En orsak till att spaningen riktade in sig mot Pettersson var ett anonymt brev som lämnats in till polisen där någon påstod att fantombilden (se ovan) var lik Pettersson. En annan grund var att Pettersson tidigare hade dödat en person och att han brukade röra sig i det området där Palme blev skjuten. Under de följande förhören var det flera vittnen som identifierade Christer Pettersson som gärningsman. Men det har riktats tvivel mot en del vittnen. Den 25-årige ”Flygledaren” exempelvis tyckte sig känna igen Pettersson efter att ha sett konfrontationsvideon i december 1988, men samtidigt hade han redan 1987 pekat ut tre andra personer som enligt Inga-Britt Ahlenius (tidigare ledamot i Granskningskommissionen) inte alls liknade Pettersson. Även andra vittnen som Olof Palmes son Mårten, ”Korvhandlaren” som hade en kiosk på Sveavägen, och ”Konstnären” hade antingen pekat ut andra personer tidigare eller ändrat sig om gärningsmannens utseende innan de slutligen pekade ut Christer Pettersson. Lisbeth Palmes vittnesmål har setts som centralt (se ovan) men hon beskrivs av vittnen på plats som svårt chockad strax efter mordet och allt eftersom tiden gått ändrar också hon sin berättelse om mördarens utseende från att inte ha sett ansiktet alls till att peka ut Christer Pettersson i konfrontationsvideon.
Flera människor i Petterssons omgivning har så småningom pekat ut honom, men förhållanden under vilka dessa utpekanden gjordes kan ifrågasättas. Till exempel Roger Östlund, som tidigare hade suttit i samma fängelse som Pettersson, kom först inte alls ihåg vad han gjorde under mordkvällen men menade långt senare under ett konfrontationsförhör, när Pettersson blivit misstänkt, att han sett Pettersson utanför Grand strax innan Palme lämnade biografen. Även knarkhandlaren Sigge Cedergren menade så småningom att han hade sett Pettersson utanför Grand. Men under de elva första förhören (av totalt 43) hade Pettersson inte nämnts överhuvudtaget; istället hade Cedergren antytt att Lars-Inge Svartenbrandt respektive Ted Gärdestad var gärningsman. Orsaken till denna förändring i Cedergrens berättelse verkar vara att spaningsledaren Thure Nässén, som höll i förhören, manipulerade Cedergren på ett sådant sätt att han slutligen kom fram till att Christer Pettersson var mannen utanför biografen. Det verkar dessutom vara så att Nässén lockade flera ”vittnen” med en belöning på flera miljoner ifall deras utpekande ledde till en fällande dom mot Christer Pettersson. Thure Nässén själv nekar till anklagelserna och menar bland annat att inget vittne lockades med pengar. Gunnar Wall menar att uppgifterna i Uppdrag granskning är särskilt allvarliga eftersom han menar att den övriga bevisningen mot Christer Pettersson är ganska svag. Den senare chefen för Palmeutredningen Krister Petersson däremot såg inget kontroversiellt i att poliserna pratade om belöningen eftersom den ju var känd för allmänheten, men han medger att det kan vara riskabelt och kan leda till falska vittnesmål ifall man pratar om belöningen med missbrukare som har ont om pengar.
För Christer Pettersson ledde processen och frikännandet till att han blev en celebritet i 90-talets nya medievärld där han fick flera hundratusen kronor i olika omgångar för att medverka i teve. Även tidningar publicerade många berättelser om och kring Christer Pettersson. Enligt Aftonbladet fick Pettersson 459 000 kronor av Strix, 92 000 kronor av Svenska Dagbladet, 19 500 kronor av Expressen och 10 500 kronor av SVT. Stig Edling menar att Christer Pettersson utnyttjade rollen som misstänkt mördare för att vinna ekonomiskt på det och säger att alla uttalanden som han gjorde måste tas med en nypa salt. Den 29 september 2004 avled Christer Pettersson i sviterna av en skallfraktur efter ett fall som tros ha orsakats av ett epileptiskt anfall.

### ”Skandiamannen”
År 2016 publicerades boken Nationens fiende: om mordet på Olof Palme, som ringar in den så kallade Skandiamanen som möjlig gärningsman. Författaren Lars Larsson betonade att det trots många försvårande omständigheter kring Skandiamannens vittnesmål inte är möjligt att, baserat på hans bok, med säkerhet peka ut en specifik person som gärningsman. Boken har bland annat uppmärksammats av Palmegruppen som tagit kontakt med Larsson.
Våren 2018 pekade journalisten Thomas Pettersson i magasinet Filter ut Stig Engström – i utredningen benämnd som Skandiamannen – som en ”osannolik” men ändå trolig mördare. I boken ”Den osannolika mördaren”, som bygger på Petterssons artikel i Filter, medverkar bland annat Mårten Palme som menar att signalementet stämmer överens med personen som han iakttog utanför biografen Grand på mordkvällen. Vittnet Lars J, som såg mördaren på nära håll, menar att det är ”mycket möjligt” att Engström var den person han såg. Dessutom anses Engström inte helt trovärdig då han flera gånger ska ha ändrat sin historia om vad han gjorde på mordkvällen. Till exempel sade han sig vara ett av de första vittnena på platsen vilket inte överensstämmer med vad andra vittnen har berättat. Journalisten Olle Minell, som intervjuade Skandiamannen redan 1989, menar däremot att Engström absolut kan ha varit en del i mordet på Palme, men att det inte var han som var mördaren.
Den 10 juni 2020 meddelade chefsåklagare Krister Petersson på en presskonferens att det troligen var Stig Engström som var mördaren, men att förundersökningen läggs ned då Engström är död. Några nya bevis hade inte framkommit. Chefsåklagaren hade när han tillträdde utredningen uttalat att utredningen inte fick misstänka Christer Pettersson, eftersom han var friad i en rättegång. Polisen får enligt lag inte aktivt utreda en friad person såvida inte nya starka bevis mot honom skulle dyka upp.

## Processen mot Christer Pettersson

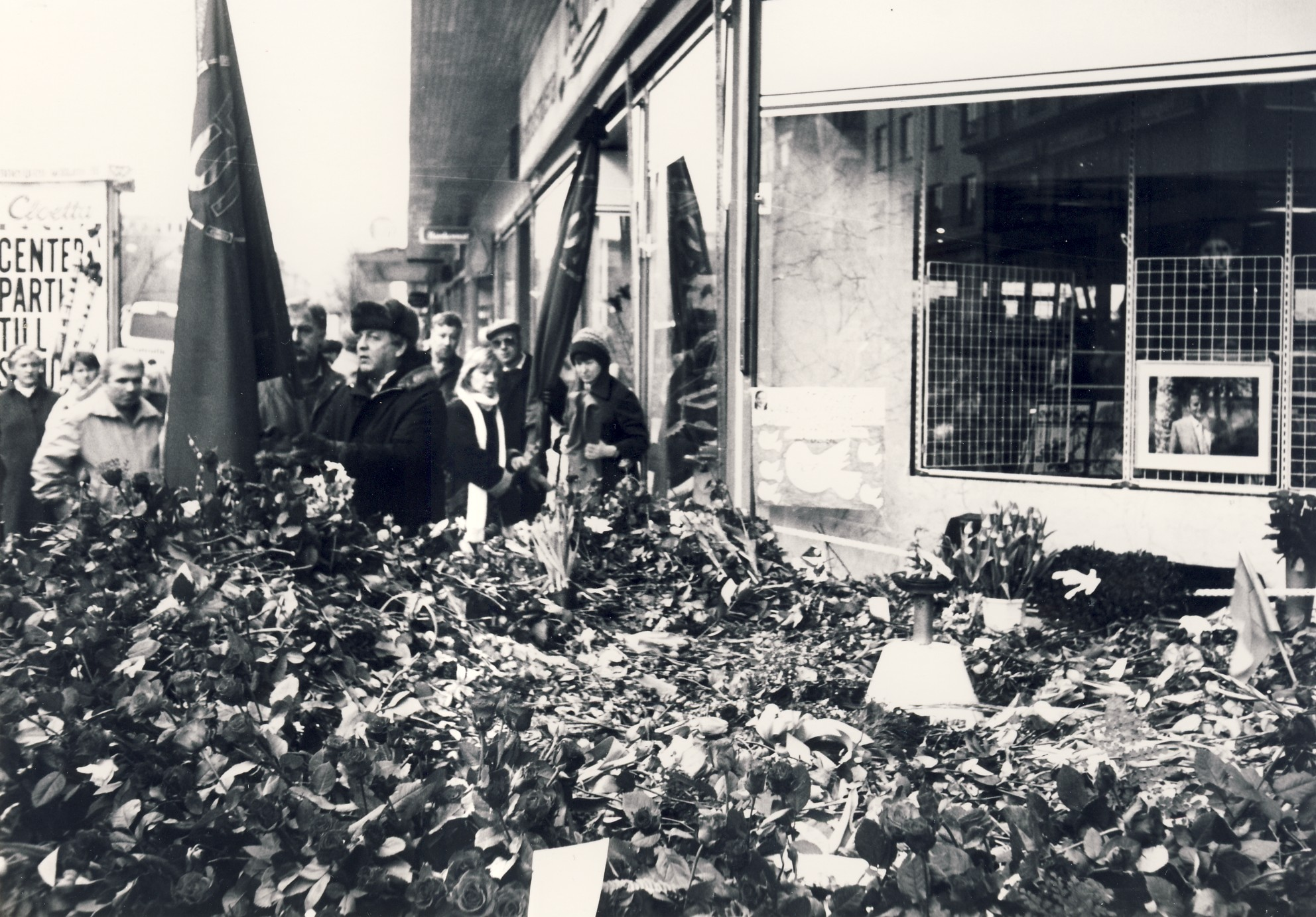
Rosor till Olof Palme på brottsplatsen, 3 mars 1986.

### I tingsrätten

#### Åklagarens framställan
Åklagaren formulerade gärningsbeskrivningen sålunda:
| ” | Pettersson har den 28 februari 1986 i korsningen mellan Sveavägen och dåvarande Tunnelgatan i Stockholm uppsåtligen berövat statsminister Olof Palme livet genom att med en revolver skjuta Olof Palme i ryggen. Olof Palme har omedelbart avlidit till följd av yttre och inre blödningar efter sönderslitning av kroppspulsådern och luftstrupen. Vidare har Pettersson vid samma tillfälle försökt beröva Lisbeth Palme livet genom att avlossa ett revolverskott mot henne. Skottet, som utsatt Lisbeth Palme för livsfara, har träffat Lisbeth Palme så att hon fick en ytlig sårskada på ryggen. I andra hand görs gällande att Pettersson genom att avlossa skottet mot Lisbeth Palme av grov oaktsamhet utsatt Lisbeth Palme för livsfara. | „ |

Kärnan i brottsmisstankarna mot Pettersson kan sammanfattas så här:
- Pettersson har av Lisbeth Palme utpekats som gärningsman, ett utpekande som dock inte anses så tillförlitligt att det ensamt kan utgöra bevis för hans skuld.
- Pettersson har av ett vittne utpekats ha befunnit sig utanför biografen Grand omkring klockan 23:00 på mordkvällen.
- Pettersson har själv erkänt och polisutredningen har på annat sätt visat att han har befunnit sig i området under mordkvällen.
- Gärningsmannen har enligt vittnen rört sig på ett sätt som överensstämmer med Petterssons sätt att röra sig. Andra vittnen menade dock att mördaren rörde sig smidigt.
- Pettersson har inte alibi för mordet men har försökt få andra att ge honom ett.

#### Petterssons ståndpunkt
Pettersson hävdade alltjämt sedan de första förhören att han efter sitt besök på en spelklubb på Oxtorgsgränd (nära Sveavägen), som avslutats omkring klockan 22:30, tagit pendeltåget till bostaden i Rotebro med avgångstid antingen klockan 22:45 eller 23:15. Han menade vidare att han därpå hade somnat och först i Märsta vaknat för att då ta vändande tåg tillbaka till Rotebro. Han kom till sin bostad strax före midnatt, något som enligt Pettersson skulle kunna intygas av en kamrat som befann sig i hans lägenhet. Detta vittne uppgav dock i förhör att Pettersson sannolikt kommit hem mellan klockan 00:15 och 01:00, men att han å andra sidan tidigare under kvällen lämnat lägenheten vid en så pass sen tidpunkt att han inte kunde ha haft möjlighet att se makarna Palme bege sig in på Grand. Skillnaderna angående tidsaspekten här beror möjligen på att förhören gjordes flera år senare.

#### Vittnen
Bland de vittnesuppgifter åtalet stödde sig på fanns:
- Lisbeth Palme. Den första tiden efter mordet hade hon ingen distinkt minnesbild av gärningsmannen. Det hölls aldrig något ingående signalementsförhör med henne, i vart fall har några uppgifter av det slaget inte dokumenterats.[133] Efter häktningen av Pettersson medverkade hon i en videokonfrontation där hon pekade ut Pettersson som gärningsmannen och i tingsrätten var hon absolut säker på att Pettersson var mördaren. Enligt tingsrätten var Lisbeth Palmes utpekande mycket tillförlitligt: ”Det sätt på vilket hon identifierade honom vid huvudförhandlingen är enligt tingsrättens mening tvärtom mycket övertygande.”[134] Hovrätten bedömde dock att Lisbeth Palme gjorde sina iakttagelser under förutsättningar som gör att tillförlitligheten kan ifrågasättas.[135]
- Ett vittne satt i sin bil utanför biografen Grand och väntade. Han kunde strax före 23:00, strax innan föreställningen slutade, iaktta en man som stod utanför biografen. Under minst tio minuter fortsatte han att iaktta mannen som gick fram och tillbaka. Vittnet fann mannen obehaglig och låste bildörren. För tingsrätten uppgav vittnet att han var mycket säker på att Pettersson var identisk med mannen utanför Grand då han menade att utseendet var ”otroligt likt”.[136] Enligt hovrätten var mannens identifiering av Pettersson mycket tillförlitlig och att detta starkt talar för att det var Pettersson som befann sig utanför Grand.[137] I två avsnitt av Uppdrag granskning från 2018 sägs att mannen först pekat ut ett antal personer som inte alls var lika Pettersson men att detta senare korrigerades när Pettersson blev aktuell i utredningen.[138]
- Efter att paret Palme lämnat Grand och var på väg mot Kungsgatan passerade de en gatukiosk. Kioskägaren såg paret Palme passera och cirka 10 meter efter dem noterade han en ensam man komma gående. Kioskägaren lämnade dessa uppgifter till polisen redan dagen efter mordet. I en gruppkonfrontation 1989 pekade kioskägaren ut Christer Pettersson som den man som följt efter paret Palme. Enligt tingsrätten bidrog mannens uppgifter till en samlad bedömning att det var Pettersson som följde efter paret Palme sedan de lämnat Grand. Hovrätten ansåg däremot att någon säker slutsats av mannens uppgifter inte kunde dras.[139] Kioskägarens vittnesmål förefaller förändrats över tiden, i de första förhören gav han ett signalement som skiljer sig väsentligt från Pettersson.[140]

Åklagaren hade svårt att visa att Pettersson hade motiv att döda Palme; några vittnen hade hört den åtalade endast i vaga termer uttala missnöje mot myndigheterna. I tingsrätten uttalade Pettersson tvärtom sin beundran för Palme som ”Sveriges ende statsman”. Polisens utredning försökte klargöra Petterssons kunskaper och erfarenhet av att använda eldvapen och om han vid mordtillfället hade haft tillgång till dylikt vapen, exempelvis genom den spelklubb i närheten av mordplatsen han brukade besöka. Vid tingsrättsförhandlingarna framkom inget som visade att Pettersson hade något vapen disponibelt när Palme mördades. Hovrätten ansåg också den att ingenting visade att Pettersson hade tillgång till skjutvapen på kvällen den 28 februari 1986.

#### Domen
Rättegången pågick 5 juni 1989 – 10 juli 1989. I dom den 27 juli 1989 dömde tingsrätten Pettersson till livstids fängelse för mord på Olof Palme och ”framkallande av fara för annan” avseende skottet mot Lisbeth Palme. Tingsrättens ledamöter var dock oeniga, de två juristdomarna ansåg att åtalet skulle ogillas och Pettersson frikännas.

### I hovrätten
Domen överklagades till Svea hovrätt som höll rättegång 12 september 1989 – 9 oktober 1989. Några dagar efter rättegångens slut försattes Pettersson på fri fot och i domen från den 2 november 1989 friade hovrätten enhälligt den tidigare dömde från ansvar. Hovrätten pekade på att inga andra vittnen än Lisbeth Palme kunnat peka ut Pettersson vid brottsplatsen, avsaknad av teknisk bevisning (krutstänk, mordvapen) och att utredningen inte kunnat visa att Pettersson haft motiv att döda Palme. Lisbeth Palmes minnesbild av den flyende gärningsmannen ifrågasattes också då hon säkerligen måste ha varit i ett upprivet tillstånd och koncentrerat uppmärksamheten på sin make. Lisbeth Palme hade dessutom, före sitt utpekande av Pettersson, av utredningens åklagare Jörgen Almblad fått förhandsinformation om att den misstänkte var missbrukare. När hon sedan vid videokonfrontationen pekade ut Pettersson var hennes första kommentar ”Det ser man vem som är alkoholist”.
Riksåklagaren valde därpå att inte föra målet vidare till Högsta domstolen. Pettersson tillerkändes 300 000 kronor i skadestånd för den tid han varit frihetsberövad.

### Resningsansökan
1996 utlämnade advokat Pelle Svensson delar av den så kallade ”Bombmannen” Lars Tingströms testamente, vilket författats av Tingström på dennes dödsbädd 1993. I testamentet skriver Tingström att Pettersson tillsammans med honom själv utförde mordet; detta efter att Tingström tidigare – i det så kallade ”Stora bombmålet” – dömts som skyldig till två större bombdåd i Stockholm och Nacka. Tingström skall efter domen ha yttrat att han skulle ta en grym hämnd och att ”...blod ska flyta på Stockholms gator”. När Tingström därefter dömdes till livstids fängelse övergick ”ansvaret” för upprättelse på dåvarande bäste vännen Pettersson som till sist utkrävde hämnden genom att mörda Palme som då skulle ha ansetts vara den ”översta ansvariga för den rättsröta” Tingström utsatts för.
Den 5 december 1997 ingav riksåklagaren en resningsansökan till Högsta domstolen.

#### Nya vittnen
Några exempel på de nya vittnesmålen som lämnades in vid resningsansökan:
- Ett vittne uppgav att hon hade mött en man med otäckt utseende utanför Konsum på Sveavägen vid 23-tiden. Denne man hade frågat efter en gemensam bekant, Sigge Cedergren, varvid hon svarat att hon trodde att han hade gått på bio. Mannen hade då sprungit över Sveavägen och ställt sig utanför biografen Grand där det då var mycket folk. Kvinnan kopplade flera år senare ihop den otäcke mannen med Pettersson. Hon delgav utredningen sitt vittnesmål först år 1997.[148]
- Ett annat vittne, som vid förhör i februari 1989 uppgivit sig inte veta vem Pettersson var, gav vid förhör i november 1989 en ny version. Han sade sig nu väl känna Pettersson till utseendet och att han sett denne utanför Grand vid 23-tiden och en stund senare utanför Dekorima; just innan han hört två smällar. Vittnet har precis efter skotten också sett någon ligga på trottoaren och Pettersson stående strax bakom. Vittnet hade periodvis varit intagen för psykiatrisk vård och var vid tidpunkten känd för att ”brodera ut” sina berättelser. Enligt egna uppgifter var han denna kväll drogpåverkad.[149]
- Ett tredje vittne hade kommit körande på Malmskillnadsgatan mellan 23.00 och midnatt när han hastigt hade tvingats bromsa in för en man som sprungit ut i gatan framför honom. Vittnet hade under några sekunder ögonkontakt med mannen och uppfattade också att denne höll i ett pistolliknande föremål. Vittnet kontaktade polisen först år 1997, 11 år efter mordet.[150]

#### Avslag
Den 28 maj 1998 avslog Högsta domstolen resningsansökan. Det ansågs inte sannolikt att de nya uppgifterna skulle ha lett till en fällande dom (sannolikhetsrekvisitet).

## Granskningskommissionens betänkande
Under Carl Bildts regering utsågs hösten 1994 Palmekommissionen under Sigvard Marjasin (landshövding i Örebro) som fick i uppgift att granska palmeutredningen. En av kommissionens medlemmar, Inga-Britt Ahlenius (dåvarande generaldirektör på riksrevisionsverket), blev allt mer kritisk ju längre gruppens arbete pågick. Främst kritiserade hon att kommissionen inte ville utreda polisspåret och tyckte att man borde utreda polisens arbete mer noga. En annan medlem, juristen Hans-Gunnar Axberger (sedermera justitieombudsman), menade att Marjasin redan från början hade fastslagit att vissa spår (exempelvis polisspåret) inte var värda att utredas. Axberger kritiserade att kommissionens ledamöter inte fick full insyn i utredningsmaterialet och anklagade Marjasin för att hemlighålla känsligt material och menade att materialet som ledamöterna fick var filtrerat. En anklagelse som Marjasin avfärdade med hänvisning till att Axberger ville ha ett mandat för egna undersökningar vilket enligt Marjasin var ett orimligt krav.
Konflikten mellan Axberger, Ahlenius och Marjasin löstes på så sätt att Marjasin tvingades avgå som kommissionsordförande i maj 1996, efter att ha anklagats för ekonomiska oegentligheter i sin roll som landshövding. Ny ordförande blev den socialdemokratiske landshövdingen i Gävle Lars-Erik Eriksson som tillsattes i augusti 1996. Gruppen bytte namn till Granskningskommissionen. Enligt Axberger blev kommissionens arbete mycket bättre efter det. Ahlenius beskriver skillnaden som så att Marjasin mer ville få fram ett resultat som kunde ”lugna svenska folket” medan Eriksson mer var inriktad på att få reda på vad som faktiskt hände.
När det kommer till kommissionens slutsatser menar Axberger att det fanns så mycket material att granska att slutrapporten trots sina totalt drygt 1 000 sidor inte besvarade alla frågor. Ett problem som han pekade ut är att kommissionen exempelvis inte kunde förhöra personer under ed och att resurserna var begränsade. Enligt Axberger kunde man inte säga att det fanns en polisiär inblandning i mordet eftersom det saknades konkreta bevis för det. På grund av centrala brister i polisens arbete menade Axberger att det blivit svårt att ha en bestämd uppfattning om vad som faktiskt hände på mordkvällen, samtidigt som kommissionen inte kritiserade att polisen hade prioriterat utredningen mot Christer Pettersson. Sigvard Marjasin stödde detta och såg heller inga väsentliga skillnader mellan vad hans och Erikssons kommission hade kommit fram till. Ahlenius i sin tur betonade kommissionens slutsats att polisen borde granskats mer och menade att arbetet för henne själv innebar att hon fick en helt ny insikt över vilka subgrupper som fanns både inom samhället i stort men även inom polisen.
Spaningsledare Stig Edqvist menar att mordtredningen tog intryck av Granskningskommissionens resultat och säger att man undersökte polisspåret ordentligt, men vill samtidigt inte uttala sig om vad de kom fram till.

## Andra teorier om mordet på Olof Palme

### Polisspåret
I vardagligt språkbruk menas med ”polisspåret” att en sammansvärjning, vilken ska ha inkluderat ett flertal poliser i Stockholm, skulle ha varit delaktig i mordet och/eller ha gjort det möjligt att efteråt försvåra spaningsarbetet.
I polisutredningen finns inte ett enskilt spaningsuppslag som kan kallas ”polisspår”, men däremot ett stort antal tips som gäller vissa poliser som har betett sig misstänkt vid tiden före, under eller efter mordet.
För mordkvällen gäller det främst vittnesobservationer av män med walkie-talkier på platser som i tid och rum tangerat makarna Palmes promenad till och från biografen Grand, en påstådd medveten förhalning på Stockholmspolisens sambandscentral när första patrullen dröjde, rikslarmet dröjde över två timmar, flyktvägarna hölls öppna, mordplatsen spärrades inte av ordentligt direkt. Detta i kombination med vissa utpekade polispatrullers aktiviteter – eller brist därpå – skall ha lett till att gärningsmannen kom undan.
Det enda polisutredningen har kommit fram till är att det fanns poliser i Stockholm som hade högerextrema åsikter och ett ovanligt stort vapenintresse, men inget som tyder på en inblandning i mordet. SOU 1999:88, som innehåller en genomgång av ett flertal poliser som figurerat i utredningen, riktar emellertid kritik mot att ”polisspåret” inte har tagits på allvar och därmed inte på ett trovärdigt sätt har kunnat avvisa misstankarna och att detta borde ha utretts djupare för att bland annat förebygga den misstro mot utredningen som har uppkommit bland privata utredare och kritiker.
Tidigare hemligstämplade papper som släpptes sommaren 2010 visar hur poliser lämnat tips om sina kollegor med påståenden att de visste vem som dödade Palme. Poliserna ifråga var utpekat högerextrema och tillhörande Norrmalmspolisens A-tur. Även uppgifter om en taxichaufför, som plockat upp en av de utpekade poliserna i närheten av mordplatsen 4-5 minuter efter mordet, släpptes. Detta material kan anses förstärka de bland privata utredare redan utbredda misstankarna mot en påstådd gruppering av högerextrema poliser knutna till Norrmalmspolisen, varav ett flertal var medlemmar av eller hade kopplingar till Stockholms Försvarsskytteförening och/eller den så kallade Baseballigan, liksom här även anses finnas kopplingar till det så kallade Sydafrika-spåret.
På senare år har bland annat professorn i kriminologi Leif GW Persson förespråkat en variant av polisspårsteorin. Han menar inte att polisens passivitet som kunde iakttagas under mordnatten behöver vara uttryck för någon stor konspiration utan att det helt enkelt kan ha handlat om att man var panikslagen när mordet skedde. Däremot menar han att det bland både poliser och militärer fanns människor som var av uppfattningen att Palme var agent åt Sovjetunionen och att det fanns starka ”högerkrafter” inom polisen. Persson utgår ifrån att mordet utfördes av två till tre personer som hade polisiär eller militär bakgrund. Göran Lambertz, justitieråd och f.d. justitiekansler, har gett kritik för att polisspåret inte har utretts trots att en granskningskommission har tidigare ansett att det borde utredas.
Journalisten Sven Anér menade att den vid mordtillfället dåvarande länspolismästare Hans Holmér på något sätt var inblandad i mordet. Anér menade att Holmér, tvärtemot vad han uppgivit, inte befann sig på ett hotell i Borlänge på mordnatten. Holmér ska av sin chaufför istället ha blivit körd till olika adresser i Stockholm och ha passerat förbi mordplatsen bara några få minuter efter mordet, dock utan att ha givit sig till känna. För att senare bevisa att han varit på ett hotell i Borlänge, visade Holmér upp en kvittering från utcheckningen, men denna var enligt Anér daterad den 28 februari och alltså inte den 1 mars som påståtts. Anér trodde vidare inte heller att ambassadör Carl Lidbom och Ebbe Carlsson befann sig på residenset i Paris på mordkvällen för att fira Lidboms 60-årsdag, som Lidbom påstår.
Vissa menar att polisspåret fick en sådan genomslagskraft eftersom det förekom många uppgifter om polisvåld i mitten av 1980-talet. Även filmen I lagens namn från 1986, som skildrar polisers våldsamma agerande mot utslagna i Stockholm, kan ha bidragit till att skapa ett mer gynnsamt klimat för misstankar mot polismän.

### Säpo-spåret
En teori är att Säpo eller någon inom Säpo skulle ligga bakom mordet. Palmes söner har riktat kritik mot Säpo för att Palmes skydd endast tillhandahölls under Palmes arbetstid. I tv-programmet Skavlan år 2012 sa två av Olof Palmes söner att deras far hade ansökt om livvaktsskydd för den kvällen då mordet ägde rum men inte fått skydd. Detta ska deras mor ha berättat för dem. Enligt Leif GW Persson utredde Säpo själva ett så kallat Säpo-spår, något som tillbakavisats av vice riksåklagare Kerstin Skarp. Säpo själva har, enligt henne inte varit utredare, och någon utredning om Säpo har inte presenterats. Annat som talar för denna teori är bland den statliga utredningen SOU 1999:88 som kom fram till slutsatsen att teorin om polismyndighetens egen inblandning i mordet på Olof Palme inte tagits på tillräckligt stort allvar under utredningen.

### Stay-behind(också känt somOperation Gladio)
Stay-behind var ett hemligt nätverk som kontrollerades av NATO och skulle bedriva gerillakrigföring efter en sovjetisk ockupation. Nätverket infiltrerade Sverige via CIA-chefen William Colby och Sven Aspling och senare med hjälp Tage Erlander i samarbete med finansindustrin och försvaret. Nätverket uppskattas ha bestått av 1000-2000 personer. SÄPO och CIA samarbetade, men var försiktiga i sina kontakter eftersom Sverige formellt var neutralt i kalla kriget. Från insatta på CIA:s sida menade man att Sverige var mycket viktigt för operationer i området, till och med viktigare än Office of Special Operations i hela Skandinavien. Stay-behind blev offentligt känt i början på 90-talet efter att nätverket genomfört en lång serie terrordåd i Italien. En teori är att medlemmar i Stay-behind kan ha sett Palme som ett hot mot landets säkerhet eller som en landsförrädare som inte agerade tillräckligt kraftfullt mot Sovjetunionen.
F.d. medlemmar i Ronald Reagans regering som William Schneider Jr. har bekräftat att Palmes avsikt att minska konfrontationen mellan blocken gick stick i stäv med USA:s strategi att knäcka Sovjetunionen genom en accelererad kapprustning. Svenska säkerhetstjänster och högt uppsatta amiraler inom den svenska marinen delade denna uppfattning. Även Reagans säkerhetspolitiske rådgivare Edward Luttwak menar att Palmes politik uppfattades av USA som ett hot mot Natos ”norra flank”. Enligt honom gick USA:s strategi ut på att hålla sig vän med Sverige samtidigt som man isolerade Palme. Enligt dåvarande chefen i USA:s flotta James ”Ace” Lyons fanns det ett tätt samarbete mellan svenska amiraler och USA vilket bland annat visade sig i ubåtskränkningarna som, enligt honom samt såväl William Schneider Jr., som Reagans dåvarande försvarsminister Caspar Weinberger och ubåtsexperten Ola Tunander, genomfördes av Nato-ubåtar. Det svenska försvaret ställde sig tveksamt inför hela Palmes hållning gentemot Sovjetunionen.[källa behövs] I en intervju med Svenska Dagbladet pratade tolv marinofficerare om att de inte litade på Palme i ubåtsfrågan och att han hade en för ”släpphänt” inställning mot Sovjetunionen. Enskilda representanter som Hans von Hofsten blev väldigt radikala och hade enligt hans underordnade Cay Holmberg träffat poliser där man hade pratat om Palmes opålitlighet, och Holmsten hade berättat att man även hade diskuterat att "få undan" Palme. Den stundande ”Moskvaresan” sågs som mycket kontroversiell av vissa företrädare. När Palmes besök närmade sig fick det svenska försvaret och USA draghjälp av svensk press som befarade att Palmes idéer om en kärnvapenfri zon även skulle tvinga Danmark och Norge ut ur Nato. Två utredare från Riksrevisionsverket menade att just Palmes planerade besök i Sovjetunionen våren 1986 kan vara ett motiv för mordet och det skulle även kunna förklara tidpunkten. Efter mordet har även Mikhail Gorbatjov visat sig övertygad om att mordet på Palme var ett uppdragsmord eftersom hans visioner enligt Gorbatjov störde mäktiga intressen.

#### Svenskars åsikter angående Stay-behind

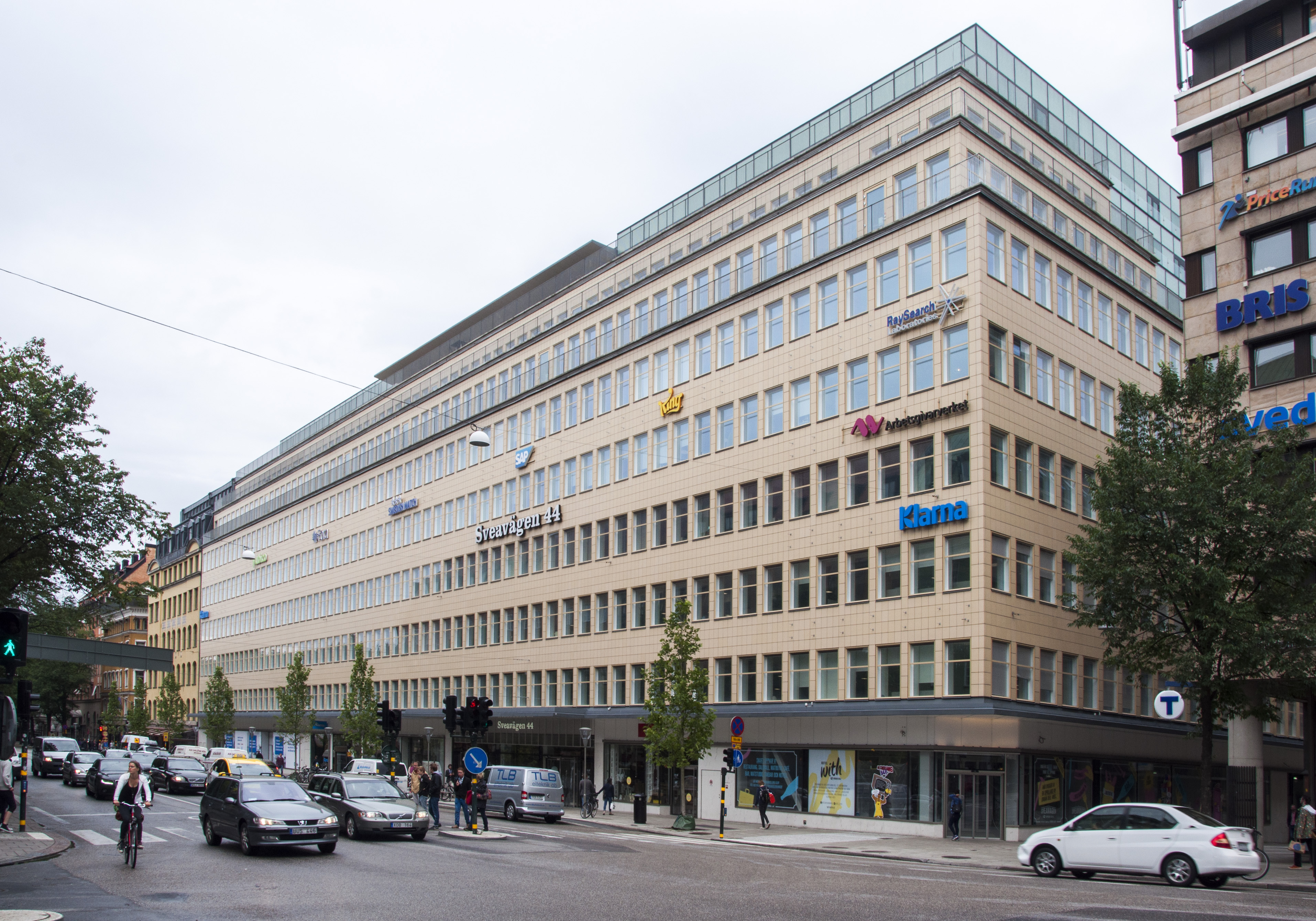
Thulehuset/Skandiahuset vid Sveavägen 44 där den svenska grenen av Stay-behind hade ett eget kontor.

2018 menade flera sakkunniga experter att eventuella kopplingar mellan Stay-behind och mordet på Olof Palme borde utredas. Inga-Britt Ahlenius, som satt i granskningskommissionen på 90-talet, menar att hon inte kände till nätverket under tiden med granskningskommissionen och att det fanns "kryptiska vittnesmål som vi för lätt viftade bort som allt för fantasifulla", eftersom man då inte trodde att det fanns den typen av hemliga organisationer i Sverige. Författaren Anders Jallai, som har skrivit flera romaner som är baserade på Palmemordet, har hävdat att det skall föreligga en stark koppling mellan organisationen Stay-behind och mordet. Anna Hage som var ögonvittne till händelsen förhördes flera gånger av SÄPO, men säger att "Syftet med förhören blev hon aldrig klar över" och att hon inte förbereddes på vad som skulle möta henne i rättssalen. Ahlenius menar också att uppgifterna i Anna Hages bok 30 år av tystnad har stärkt hennes uppfattning att mordet kan ha kopplingar till "paramilitära kretsar".

#### Stay-behinds relation till sydafrikaspråret
Enligt Inga-Britt Ahlenius behöver inte Stay-behind-spåret utesluta andra teorier om Palmemordet, som Sydafrikaspåret, alltså teorin om att Palme skulle ha mördats på grund av Sveriges omfattande stöd till befrielserörelsen ANC som kämpade mot apartheidregimen, något som kunde befaras få långtgående geopolitiska konsekvenser för USA. Ahlenius menar att "Om någon stat eller utländsk organisation låg bakom bör de ha haft en ”replipunkt”, alltså bas eller stödjepunkt, i Sverige."

#### Död undersökande journalist
Under 1980-talet producerade journalisten Allan Francovich en serie dokumentärer angående Stay-behind. Under den här tiden, när Francovich var 52 år gammal, dog han plötsligt den 17 april 1997. Dödsfallet skedde när han var på väg in i USA genom tullen i Houston, och vissa menar att det råder oklara omständigheter kring dödsfallet.

#### Baab & Harkavy angående Stay-behind
Journalisten Patrik Baab och Pentagonkonsulten Robert E. Harkavy driver en liknande tes i boken Im Spinnennetz der Geheimdienste. Warum wurden Olof Palme, Uwe Barschel und William Colby ermordet? där de skriver att ett dokument från Secret Service Planning Staff (sekretariatet för Stay-Behind)l daterat till den 15 december 1985, visar att CIA och MI6 beställde mordet på Olof Palme. Mördaren ska ha haft CIA-utbildning och varit hemlig agent i Iran. Baab och Harkavy menar att motivet var NATO:s oro över Palmes arbete för en ”kärnvapenfri zon”.

### Sydafrika-spåret
Sydafrika-spåret går ut på att det var den sydafrikanska underrättelsetjänsten Bureau of State Security (BOSS) som mördade Palme på grund av dennes internationellt uppmärksammade kamp mot landets apartheidregim. Själva spåret låter sig knappast sammanfattas kort, SOU 1999:88 ägnar 35 sidor åt att sammanfatta spaningsläget. I korthet handlar det om anklagelser och motanklagelser från personer som har haft samröre med Sydafrikas underrättelsetjänst. Uppgifterna är motstridiga och har karaktären av andrahandsinformation och uppgiftslämnarnas trovärdighet kan ifrågasättas. Den tidigare chefsåklagaren Jan Danielsson fastslog emellertid under sin tid som Palmeåklagare att den sydafrikanska agenten Craig Williamson hade befunnit sig i Stockholm vid tidpunkten för mordet. Kriminologiprofessor Leif GW Persson bedömer det å sin sida som osannolikt att personer från Sydafrika ska ha varit inblandade i mordet.

### Ustaša
Miro Baresic, som tillhörde efterkrigstidens Ustaša-rörelse, var under en kort tid intressant för mordutredningen. Tillsammans med en kompanjon hade han år 1971 skjutit ihjäl den jugoslaviska ambassadören i Stockholm och då blivit en av Sveriges första kända utländska terrorister. Lisbeth Palme menade timmarna efter mordet, inför polisen, att hon trodde att just terrorgruppen Ustaša låg bakom dådet. Detta då maken Olof hade lovat att benåda Miro Barešić redan 1982. En falang inom SÄPO hade dock varit mot ett frisläppande eftersom man fruktade att Ustaša skulle starta en landsomfattande terrorvåg. Palme skulle således ha mördats som hämnd för den uteblivna benådningen.

### GH
Ytterligare en misstänkt nämns i Granskningskommissionens betänkande från 1999, p. 955-960. Personen kallas GH, vilket är en beteckning för Gärningsmansprofil nr. 8. Han förhördes första gången av polisen 1995 och i maj 1996 upprättade Palme-utredarna en sammanfattning av ärendet. Denna avslutas med åtta punkter:
1. GH var vid tidpunkten för mordet bosatt på bekvämt gångavstånd från mordplatsen.
2. Han var innehavare av en Smith & Wesson .357 Magnum med sextums pipa.
3. Han är en erkänt skicklig skytt.
4. Han har visat sig ha detaljkunskaper utöver det vanliga om Palme-utredningens olika skeden.
5. Han har fått minst två kallelser år 1990 men säger sig inte komma ihåg detta.
6. Hans förklaring om omständigheterna kring försäljningen av vapnet 1992 är föga trovärdig.
7. Han har uppgivit att han var sängliggande hemma dagarna före, under och efter mordet. Detta motsägs av en annan utredning.
8. Hans utseende, hållning och sätt att röra sig uppvisar förbluffande överensstämmelse med uppgifterna om Olof Palmes baneman.

Den misstänkte GH begick självmord 2008.
Namnet på personen publicerades 2012 av den danska journalisten Paul Smith, efter en läcka inom polisen, men har ej namngivits i svensk press.

### Förväxling med Sigge Cedergren
I februari 2006 presenterade filmaren Mikael Hylin i SVT-dokumentären Jag såg mordet på Palme teorin att Christer Pettersson verkligen var den person som begick mordet, men i tron att Palme var Sigge Cedergren, en ökänd narkotika-distributör i Stockholms undre värld. Filmen bygger på att missbrukaren ”Roger Ö”, som förekommit som ”ett vittne vid Grand” i rättegången mot Christer Pettersson, nu berättade att han också såg själva mordet.

### KGB
En teori hävdar att KGB låg bakom mordet på grund av att Palme ”vägrade lyda order”. I samband med detta ska det i Schweiz ha hållits ett möte där krav rests på att han skulle röjas ur vägen. Efter detta möte gick något snett: den högsta sovjetledningen informerades inte om att den svenska statsministern skulle likvideras. Någonstans inom den mycket byråkratiska KGB-organisationen knappades det, av någon, sedan på datorn in att Olof Palme vid första bästa tillfälle skulle likvideras. Exakt vem av de olika KGB-tjänstemännen det skulle ha varit vet man inte, men misstankar mot en viss person ska ha funnits. Denne togs också av palmegruppens spanare in på förhör vid minst två tillfällen, för att dock bägge gångerna snart frisläppas. Den dåvarande Palmeåklagaren Jörgen Almblad kunde inte identifiera någon mördare eller något motiv. Kriminalkommissarie Hans Ölvebro ville senare inte kommentera uppgifterna.

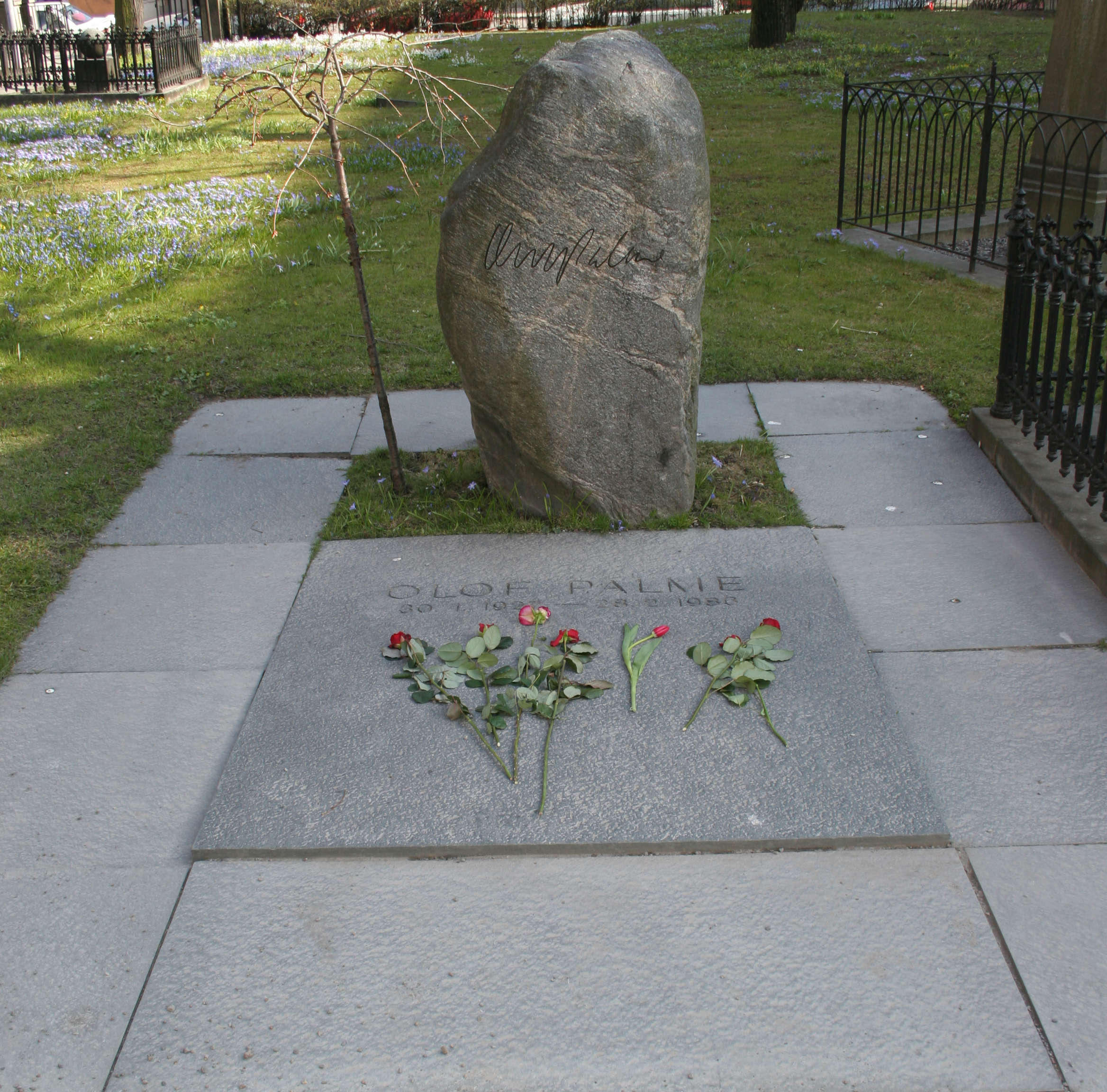
Olof Palmes grav på Adolf Fredriks kyrkogård i Stockholm.

### Övriga teorier
- Mötesteorin är att Palme blev lockad till mordplatsen genom ett arrangerat möte. Förespråkare för mötesteorin menar att flera vittnen till skeendet innan skotten – dock ej Lisbeth Palme – uppgivit att de gjort iakttagelser som talar för att Palme och mördaren inledde ett möte cirka en halv minut före mordet. Privatspanaren Ingvar Heimer räknas som upphovsman till teorin[211] som senare utvecklats och debatterats av bland andra journalisterna Gunnar Wall, Lars Borgnäs och Lena Andersson.
- Den östtyska säkerhetstjänsten Stasi startade strax efter mordet en egen utredning. Deras huvudmisstänkte blev Amir Heidari, utpekad som Europas största organisatör av människosmuggling. Det visade sig att även svensk polis hade fått tips om Heidari. Han hade hörts angående mordet men avskrivits som misstänkt då han haft alibi för mordnatten.[212]
- Olof Palme var vid tillfället för mordet sedan många år tillbaka Socialdemokraternas (SAP:s) ordförande och var känd för att hålla politiska tal som berörde många människor mycket starkt – vissa i positiv riktning och andra i negativ. En del av de individer som berördes mycket negativt av vad Palme sade kom att bli kända som ”Palmehatare”, och vissa mordteorier utgår således från det Palmehat som fanns i det svenska samhället eller annorstädes.[213] Det politiska partiet EAP var exempelvis känt för att hysa en stark aversion mot Palme.

## Mordet på Olof Palme i populärkulturen
Då mordet fortfarande inte är löst fortsätter böcker med diverse mordteorier att publiceras. Ett urval av dessa:
- Boken Kontraktet av John W. Grow menar att mördaren var en sydafrikansk lönnmördare som lejts av personer inom svenska staten. Boken filmatiserades som Sista kontraktet (1998) och regisserades av Kjell Sundvall med bland annat Mikael Persbrandt i huvudrollen.
- Leif G.W. Persson har i sin bok Mellan sommarens längtan och vinterns köld (2002) skrivit om ett mord som i stort påminner om mordet på Palme och i boken Faller fritt som i en dröm (2007) skriver han om utredningen. Böckerna filmatiserades som miniserie av SVT och sändes 2013 under namnet En pilgrims död. Scenariot som presenteras i boken Mellan sommarens längtan och vinterns köld är att en chef inom Säpo anstiftar mordet på Palme.
- I dagboksromanen Bert och bacillerna (1997) är Bert och hans skolklass sura på vikarien ”Håkan Kelnius”, som också kallas ”Terrormannen”, och Bert skriver i sin dagbok att han tror det var Håkan Kelnius som sköt Palme.[214]
- På Roger Sjöströms skiva Eliten på Grafiten handlar låten ”Törnrosa” om mordet och polisspåret.
- Rapparna Looptroop Rockers skaldar, på låten ”Jag sköt Palme”, ”Det var jag som sköt Palme och satte Christer i klistret”.
- Anders Jallai beskriver i boken Landsförrädaren (2011) hur ”Paul Olofson” mördas på uppdrag av SSI, med CIA:s välsignelse, bland annat för att förhindra att statsministern avslöjar topphemliga amerikanska avlyssningsanläggningar i den svenska skärgården under ett kommande Moskvabesök.
- John Ajvide Lindqvist beskriver i sin bok Rörelsen – den andra platsen om hur ett övernaturligt väsen var den som mördade Olof Palme.
- Det finns mer än 110 böcker utgivna om mordet på Olof Palme.[215]

## Fotnoter
1. 1 2  Rynhag, Kjell/TT (21 februari 2011). ”130 har erkänt Palmemordet”. Göteborgs-Posten. Arkiverad från originalet den 13 oktober 2012. https://web.archive.org/web/20121013014624/http://www.gp.se/nyheter/sverige/1.556356-130-har-erkant-palme-mordet. Läst 23 november 2011.
2. ↑  Lars Larsson (3 februari 2010). ”Ingen preskription för Palmemordet”. Dagens Nyheter. http://www.dn.se/nyheter/sverige/ingen-preskription-for-palmemordet/. Läst 16 mars 2016.
3. ↑  ”Beslut i förundersökningen om mordet på Sveriges statsminister Olof Palme”. Åklagarmyndigheten. https://www.aklagare.se/nyheter-press/pressmeddelanden/2020/juni/beslut-i-forundersokningen-om-mordet-pa-sveriges-statsminister-olof-palme/. Läst 11 juni 2020.
4. ↑  SVT.se
5. ↑  ”Åklagaren om bevisningen: ”Inte så dum så att””. Aftonbladet. 10 juni 2020. https://www.aftonbladet.se/a/jdR3On.
6. ↑  Lapidus, Arne (8 januari 2021). ”Petersons svar på kritiken mot Palmeutredningen”. Expressen. https://www.expressen.se/nyheter/petersons-svar-pa-kritiken-mot-palmeutredningen/. Läst 29 november 2021.
7. ↑  Thurfjell, Karin (12 juni 2020). ”Sifo: Bara två av tio tror att Engström mördade Palme”. Svenska Dagbladet. ISSN 1101-2412. https://www.svd.se/bara-tva-av-tio-tror-att-engstrom-mordade-palme. Läst 22 juni 2020.
8. ↑  ”Svenska folket sågar Stig Engström som mördaren”. Expressen. https://www.expressen.se/nyheter/svenska-folket-sagar-stig-engstrom-som-mordaren/. Läst 22 juni 2020.
9. ↑  TT (12 juni 2020). ”Majoritet osäkra på Engström som mördare”. SVT Nyheter. https://www.svt.se/nyheter/inrikes/majoritet-osakra-pa-engstrom-som-mordare. Läst 22 juni 2020.
10. ↑  ”Palmeutredningen: Så tar du del av allmän handling | Polismyndigheten”. polisen.se. https://polisen.se/link/80def44e8fc94e6b9f1d9a55debba662. Läst 20 februari 2021.
11. ↑  Hultman, Alexander (10 juni 2020). ”Nu kan du begära ut hela förundersökningen”. gp.se. http://www.gp.se/1.29275015. Läst 20 februari 2021.
12. ↑  Ett 34-årigt trauma - tidsaxel över mordet på Olof Palme, Dagens Nyheter 2020-06-08
13. ↑  ”Nu förändras plötsligt allt”. http://www.expressen.se/nyheter/expressen-avslojar/nu-forandras-plotsligt-allt/. Läst 12 april 2015.
14. ↑  Granskningskommissionens betänkande (SOU 1999:88), s. 161
15. ↑  Wall, Gunnar (2023). Rättsskandalen Olof Palme. Semic. sid. 270. ISBN 978-91-552-7263-0
16. ↑  Granskningskommissionens betänkande (SOU 1999:88), s. 171
17. ↑  Granskningskommissionens betänkande (SOU 1999:88), s. 169–171 och s.192–193
18. ↑  Wall, Gunnar (2023). Rättsskandalen Olof Palme. Semic. sid. 375–390. ISBN 978-91-552-7263-0
19. ↑  Granskningskommissionens betänkande (SOU 1999:88), s. 162
20. 1 2  Granskningskommissionens betänkande (SOU 1999:88), s. 147–148
21. ↑  Granskningskommissionens betänkande (SOU 1999:88), s. 167
22. ↑  Granskningskommissionens betänkande (SOU 1999:88), s. 148
23. ↑  Granskningskommissionens betänkande (SOU 1999:88), s. 173-181
24. 1 2  Granskningskommissionens betänkande (SOU 1999:88), s. 151
25. ↑  ”Om mordet på Olof Palme”. P3 Dokumentär, vid 4:45 min. Sveriges Radio. https://sverigesradio.se/avsnitt/83907. Läst 3 oktober 2021.
26. ↑  SOU 1987:14 Juristkommissionens rapport om händelserna efter mordet på statsminister Olof Palme
27. ↑  Ström, Jan (1 mars 1986). ”Ekots extrasändning vid statsminister Olof Palmes död 1986”. Dagens eko. Sveriges Radio. http://sverigesradio.se/sida/artikel.aspx?programid=1602&artikel=795204. Läst 10 augusti 2009.
28. ↑  Carlsson, Ingvar (1999). Ur skuggan av Olof Palme. Stockholm: Hjalmarsson & Högberg. Libris 7777825. ISBN 91-89080-37-8
29. ↑  Nylén, Birger (2 mars 2007). ”Vasaloppet borde vara nationaldag”. Dalarnas Tidningar. Arkiverad från originalet den 27 september 2007. https://web.archive.org/web/20070927034626/http://www.dalarnastidningar.se/nyheter/dalarna/article162860.ece. Läst 23 augusti 2007.
30. ↑  ”Brottsutredningen efter mordet på statsminister Olof Palme (SOU 1999:88)”. http://data.riksdagen.se/fil/6829E620-A8FB-40F6-B13D-BEC9A69F0FC3. Läst 12 augusti 2020.
31. 1 2 3 4  ”Kronologi över Palmemordet” (på svenska). Helsingborgs Dagblad. 9 juni 2020. https://www.hd.se/2020-06-09/kronologi-over-palmemordet. Läst 12 augusti 2020.
32. ↑  ”På spåret” (på svenska). Polistidningen. 26 Maj 2011. http://polistidningen.se/2011/05/pa-sparet/. Läst 14 augusti 2020.
33. 1 2  ”Superpolisen tar över Palme-utredningen” (på svenska). Expressen. 31 december 2012. https://www.expressen.se/nyheter/superpolisen-tar-over-palme-utredningen/. Läst 12 augusti 2020.
34. ↑  ”Pensionerad Palmeutredare: ”Mycket att utreda vidare”” (på svenska). Polistidningen. 6 september 2016. https://polistidningen.se/2016/09/arbetet-kommer-att-fortga/. Läst 12 augusti 2020.
35. ↑  ”Palmegåtan knäckte de mäktiga poliserna” (på svenska). Expressen. 12 april 2018. https://www.expressen.se/nyheter/palmegatan-knackte-de-maktiga-poliserna/. Läst 12 augusti 2020.
36. 1 2 3 4 5 6  ”Kronologi: Palmemordet” (på svenska). Sundsvalls Tidning. 28 februari 2006. https://www.st.nu/artikel/kronologi-palmemordet. Läst 12 augusti 2020.
37. 1 2  ”Krister Petersson tar över Palmegruppen” (på svenska). Aftonbladet. 15 november 2016. https://www.aftonbladet.se/nyheter/a/wE4we4/krister-petersson-tar-over-palmegruppen. Läst 12 augusti 2020.
38. ↑  ”Granskningskommissionens betänkande i anledning av Brottsutredningen efter mordet på statsminister Olof Palme”. SOU 1999:88. Regeringen.se. sid. 981. http://www.regeringen.se/rattsdokument/statens-offentliga-utredningar/1999/01/sou-199988--/. Läst 8 september 2012.
39. ↑  Nordström, Johan (21 februari 2011). ”Leif GW sågar Palmegruppen”. Aftonbladet. http://www.aftonbladet.se/nyheter/article8601774.ab. Läst 21 februari 2011.
40. ↑  Granskningskommissionens betänkande (SOU 1999:88), s. 255
41. ↑  Stocklassa, Jan, Stieg Larssons arkiv. Nyckeln till Palmemordet, Uppläsare: Martin Wallström, Bokfabriken 2018. Ljudbok. Tid: 1:06:31
42. ↑  Stocklassa, tid: 1:10:00
43. ↑  Wall, Gunnar (2013). Mordgåtan Olof Palme. Makten, lögnerna och tystnaden. Bonnierförlagen Digital. sid. 143 ff. ISBN 978-91-552-5971-6
44. ↑  Stocklassa, tid: 1:10:38
45. ↑  Hylin, Mikael R, Palme, träsket och mordrättegångarna, Viaplay 2018, tid: 10:11
46. ↑  Bodin, Bo-Göran, Uppdrag Granskning. Fallet Christer Pettersson del 2. Jakten på mördaren, SVT 2018, tid: 07:00, länk: https://www.svtplay.se/video/17047430/uppdrag-granskning/uppdrag-granskning-avsnitt-10-2?info=visa Arkiverad 12 juni 2018 hämtat från the Wayback Machine.
47. ↑  Åsard, Erik, Det dunkelt tänkta. Konspirationsteorier om morden på John F. Kennedy och Olof Palme, Ordfront förlag: Stockholm 2006, sid. 174-177
48. ↑  Wall, Gunnar, Konspiration Olof Palme, Uppläsning: Johan Svensson, Bonnier Audio 2016, tid: 02:48:39
49. ↑  Åsard, sid. 177
50. ↑  Juristkommissionen (1987). SOU 1987:72 – Juristkommissionens rapport om händelserna efter mordet på statsminister Olof Palme. lagen.nu. sid. 40. https://lagen.nu/sou/1987:72. Läst 13 september 2021
51. ↑  ”Palmegåtan knäckte de mäktiga poliserna”. https://www.expressen.se/nyheter/palmegatan-knackte-de-maktiga-poliserna/. Läst 7 juni 2018.
52. ↑  Andersson, Lena, Förr eller senare kommer sanningen om Palmemordet fram, länk: https://www.dn.se/ledare/kolumner/lena-andersson-forr-eller-senare-kommer-sanningen-om-palmemordet-fram/, publicerad: 7 mars 2018, hämtad: 9 juni 2018
53. ↑  Dickerson, Staffan, Krister Petersson tar över Palmegruppen, länk: https://www.aftonbladet.se/nyheter/article23919944.ab, publicerad: 15 november 2016, hämtad: 9 juni 2018,
54. ↑  Larsson, Thomas/TT, Palmegruppens nye ledare: Krister Petersson, länk: https://www.svt.se/nyheter/inrikes/palmegruppens-nye-ledare-krister-petersson, publicerad: 15 november 2016, hämtad: 9 juni 2018
55. ↑  Krister Petersson i Nyhetsmorgon, 28 februari 2018, TV4, länk: https://www.youtube.com/watch?v=76aQIPk7D5k
56. ↑  Granskningskommissionens betänkande (SOU 1999:88), s. 151-152
57. ↑  ”Taurus 357 Magnum for Sale – Buy a Taurus 357 Magnum Online at GunBroker.com”. www.gunbroker.com. http://www.gunbroker.com/Taurus-357-Magnum/Browse.aspx?Keywords=Taurus+357+Magnum&Cats=851. Läst 3 februari 2016.
58. ↑  ”The Colt Python - An Ideal Zombie Gun?”. www.luckygunner.com. http://www.luckygunner.com/labs/colt-python/. Läst 3 februari 2016.
59. ↑  ”Ruger® SP101® *Double-Action Revolver Models”. www.ruger.com. http://www.ruger.com/products/sp101/models.html. Läst 3 februari 2016.
60. ↑  ”Gun Review: Dan Wesson 715 Revolver - TheTruthAboutGuns” (på amerikansk engelska). The Truth About Guns. Arkiverad från originalet den 21 februari 2016. https://web.archive.org/web/20160221184314/http://www.thetruthaboutguns.com/2015/02/jeremy-s/gun-review-dan-wesson-715/. Läst 3 februari 2016.
61. ↑  ”11 (Palme-nytt-boken / 1995)”. runeberg.org. https://runeberg.org/palmenytt/1995/0037.html. Läst 3 februari 2016.
62. ↑  ”12 (Palme-nytt-boken / 1995)”. runeberg.org. https://runeberg.org/palmenytt/1995/0038.html. Läst 3 februari 2016.
63. ↑  ”13 (Palme-nytt-boken / 1995)”. runeberg.org. https://runeberg.org/palmenytt/1995/0039.html. Läst 3 februari 2016.
64. ↑  ”14 (Palme-nytt-boken / 1995)”. runeberg.org. https://runeberg.org/palmenytt/1995/0040.html. Läst 3 februari 2016.
65. ↑  palmeintresserad (6 januari 2013). ”Palmemordet 1995 - SVT Striptease”. https://www.youtube.com/watch?v=viSzdoTBmoQ&feature=youtu.be&t=971. Läst 13 december 2017.
66. ↑  Magnusson, Erik (23 november 2006). ”Mockfjärdsrevolvern var laddad med tre skarpa patroner”. Sydsvenskan. Läst 21 februari 2011.
67. ↑  Haraldsson, Anders (28 maj 2007). ”Mockfjärdsrevolvern för rostig”. Svenska Dagbladet. Läst 21 februari 2011.
68. 1 2  Granskningskommissionens betänkande (SOU 1999:88), s. 157
69. ↑  Olsson, Jan & Åsgård, Ulf (1994). Mordet på Olof Palme. Brottsanalys. Gärningsmannaprofil, citerad i SOU 1999: 88, s. 847 ff.
70. ↑  Granskningskommissionens betänkande (SOU 1999:88), s. 909
71. ↑  Sandberg, Bo & Skogwik, Christer (1996). Palmeutredningen – en revisionell bedömning SOU 1999:88, s. 33 ff, 892 ff.
72. ↑  Granskningskommissionens betänkande (SOU 1999:88), s. 893
73. ↑  Granskningskommissionens betänkande (SOU 1999:88), s. 847–848
74. ↑  Granskningskommissionens betänkande (SOU 1999:88), s. 252-253, 255
75. ↑  Granskningskommissionens betänkande (SOU 1999:88), s. 961-966
76. ↑  Granskningskommissionens betänkande (SOU 1999:88), s. 253–254
77. ↑  Wall, Gunnar (2023). Rättsskandalen Olof Palme. Semic. sid. 390–406. ISBN 978-91-552-7263-0
78. ↑  Moreno, Frederico (26 september 2023). ”Palmevittnet Patricio: ”Polisen ljög om mig””. Expressen. https://www.expressen.se/nyheter/palmevittnet-patricio-polisen-ljog-om-mig/. Läst 21 juli 2025.
79. ↑  Granskningskommissionens betänkande (SOU 1999:88), s. 550-551
80. ↑  Granskningskommissionens betänkande (SOU 1999:88), s. 552
81. ↑  Wall, Gunnar (2013). Mordgåtan Olof Palme. Makten, lögnerna och tystnaden. Bokförlaget Semic. sid. 180 ff. ISBN 9789155259716
82. ↑  SOU 1987:72, s. 255-256
83. ↑  Granskningskommissionens betänkande (SOU 1999:88), s. 637-554
84. ↑  Leopold, Anders (9 januari 2011). ”Ett verk av diktaturers kreatur och satans mördare”. Leopoldreport.com. Arkiverad från originalet den 28 oktober 2016. https://web.archive.org/web/20161028044557/http://www.leopoldreport.com/LRsajt29.html. Läst 21 februari 2011.
85. ↑  Scott Nicholson (19 januari 2011). ”Court upholds murder conviction of L.C. Underwood”. WatugaDemocrat.com. Arkiverad från originalet den 28 april 2013. https://archive.is/20130428123430/http://www2.wataugademocrat.com/News/story/Court-upholds-murder-conviction-of-LC-Underwood-id-004559. Läst 11 juni 2013.
86. ↑  Shavonne Potts (27 december 2018). ”Former police officer L.C. Underwood, convicted in notorious murder case 20 years ago, dies in prison”. Salisbury Post. https://www.salisburypost.com/2018/12/27/former-police-officer-l-c-underwood-convicted-in-notorious-murder-case-20-years-ago-dies-in-prison/.
87. ↑  Granskningskommissionens betänkande (SOU 1999:88), s. 624-
88. ↑  Aschberg, Richard (29 april 1998). ””PKK lejde skytten””. Aftonbladet. http://wwwc.aftonbladet.se/nyheter/9804/29/pkk.html. Läst 15 december 2011.
89. ↑  Granskningskommissionens betänkande (SOU 1999:88), s. 637
90. ↑  Wall (2010), s. 214
91. ↑  Granskningskommissionens betänkande (SOU 1999:88), s. 636
92. ↑  Isaksson, Anders (10 oktober 2014). Ebbe - mannen som blev en affär: Historien om Ebbe Carlsson. Albert Bonniers Förlag. ISBN 9789100149727. https://books.google.se/books?id=OpvBBAAAQBAJ&pg=PT134&lpg=PT134&dq=hans+holm%25C3%25A9r+d%25C3%25B6mdes+f%25C3%25B6r+buggning&source=bl&ots=paMVEXzL0g&sig=KYQwWajElOFBlqQe-i2pEglmdvE&hl=sv&sa=X&ved=0CDsQ6AEwBWoVChMIzdeN2O6mxwIVYr1yCh2zaQBt#v=onepage&q=hans%2520holm%25C3%25A9r%2520d%25C3%25B6mdes%2520f%25C3%25B6r%2520buggning&f=false. Läst 13 augusti 2015
93. ↑  ”Ebbe Carlsson fälldes”. http://www.dn.se/arkiv/nyheter/ebbe-carlsson-falldes. Läst 13 augusti 2015.
94. ↑  Borgnäs, Lars, En iskall vind drog genom Sverige. Mordet på Olof Palme, Norstedts 2006, sid. 83
95. ↑  Borgnäs, sid. 84
96. ↑  Christer Sjöblom i Uppdrag Granskning. Fallet Christer Pettersson del 5. Palmegruppens hemligheter, SVT 26 februari 2018, kl. 06.30, länk: https://www.svtplay.se/video/17119602/uppdrag-granskning/uppdrag-granskning-avsnitt-13-3?start=auto&tab=2018 Arkiverad 28 maj 2018 hämtat från the Wayback Machine.
97. ↑  Borgnäs, sid. 91-92
98. ↑  Borgnäs, sid. 92-94
99. ↑  Borgnäs, sid. 99-100
100. ↑  Borgnäs, sid. 105-112
101. 1 2 3  Leif GW Persson i Veckans brott: mordet på Olof Palme, länk: https://www.youtube.com/watch?v=fIYH6__M9mU
102. ↑  Pär-Anders Granhag i Uppdrag Granskning. Fallet Christer Pettersson del 5. Palmegruppens hemligheter, SVT 26 februari 2018, kl. 06.30, länk: https://www.svtplay.se/video/17119602/uppdrag-granskning/uppdrag-granskning-avsnitt-13-3?start=auto&tab=2018 Arkiverad 28 maj 2018 hämtat från the Wayback Machine.
103. ↑  Borgnäs, sid. 95-96
104. ↑  Borgnäs, sid. 100-103
105. ↑  Borgnäs, sid. 80
106. 1 2  ”Ny dokumentär visar en annan sida av Christer Pettersson”. Aftonbladet. http://www.aftonbladet.se/nyheter/krim/article22056482.ab. Läst 3 februari 2016.
107. ↑  ”PALMEMÅLET/del 4: Lisbeth Palme: Lisbeth Palme redo vittna igen”. Dagens Nyheter. http://www.dn.se/arkiv/nyheter/palmemaletdel-4-lisbet-palme-lisbet-palme-redo-vittna-igen. Läst 3 februari 2016.
108. ↑  Granskningskommissionens betänkande (SOU 1999:88), s. 705
109. ↑  Bodin, Bo-Göran, Uppdrag Granskning. Fallet Christer Pettersson del 2. Jakten på mördaren, SVT 2018, tid: 10:30, länk: https://www.svtplay.se/video/17047430/uppdrag-granskning/uppdrag-granskning-avsnitt-10-2?start=auto&tab=2018 Arkiverad 15 juni 2018 hämtat från the Wayback Machine.
110. ↑  Bodin, Bo-Göran, Uppdrag Granskning. Fallet Christer Pettersson del 2. Jakten på mördaren, SVT 2018, tid: 14:50, länk: https://www.svtplay.se/video/17047430/uppdrag-granskning/uppdrag-granskning-avsnitt-10-2?start=auto&tab=2018 Arkiverad 15 juni 2018 hämtat från the Wayback Machine.
111. ↑  Bodin, Bo-Göran, Uppdrag Granskning. Fallet Christer Pettersson del 5. Palmegruppens hemligheter, SVT 2018, tid: 01:40. länk: https://www.svtplay.se/video/17119602/uppdrag-granskning/uppdrag-granskning-avsnitt-13-3?start=auto&tab=2018 Arkiverad 28 maj 2018 hämtat från the Wayback Machine.
112. ↑  Bodin, Bo-Göran, Uppdrag Granskning. Fallet Christer Pettersson del 5. Palmegruppens hemligheter, SVT 2018, tid: 12:30. länk: https://www.svtplay.se/video/17119602/uppdrag-granskning/uppdrag-granskning-avsnitt-13-3?start=auto&tab=2018 Arkiverad 28 maj 2018 hämtat från the Wayback Machine.
113. ↑  Bodin, Bo-Göran, Uppdrag Granskning. Fallet Christer Pettersson del 5. Palmegruppens hemligheter, SVT 2018, tid: 08:30. länk: https://www.svtplay.se/video/17119602/uppdrag-granskning/uppdrag-granskning-avsnitt-13-3?start=auto&tab=2018 Arkiverad 28 maj 2018 hämtat från the Wayback Machine.
114. ↑  Bodin, Bo-Göran, Uppdrag Granskning. Fallet Christer Pettersson del 5. Palmegruppens hemligheter, SVT 2018, tid: 18:15. länk: https://www.svtplay.se/video/17119602/uppdrag-granskning/uppdrag-granskning-avsnitt-13-3?start=auto&tab=2018 Arkiverad 28 maj 2018 hämtat från the Wayback Machine.
115. ↑  Bodil, Bo-Göran, Uppdrag Granskning. Fallet Christer Pettersson. Del 6. Belöningen, SVT 2018, tid: 01:30, länk: https://www.svtplay.se/video/17119590/uppdrag-granskning/uppdrag-granskning-avsnitt-14-2?start=auto&tab=2018 Arkiverad 15 juni 2018 hämtat från the Wayback Machine.
116. ↑  ”Palmespanare slår tillbaka efter granskning: ”Blir så förbannad””. Aftonbladet. https://www.aftonbladet.se/nyheter/a/kaQEgk/palmespanare-slar-tillbaka-efter-granskning-blir-sa-forbannad. Läst 2 juni 2018.
117. ↑  Gunnar Wall i Studio ett. Nya uppgifter i palmeutredningen, 21/2 2018 SR P1, länk: https://sverigesradio.se/sida/artikel.aspx?programid=1637&artikel=6891298
118. ↑  Krister Petersson i Studio ett. Nya uppgifter i palmeutredningen, 21/2 2018 SR P1, länk: https://sverigesradio.se/sida/artikel.aspx?programid=1637&artikel=6891298
119. ↑  Bodin, Bo-Göran, Uppdrag Granskning. Fallet Christer Pettersson del 4. Hinsehäxan, SVT 2018, tid: 13:20, länk: https://www.svtplay.se/video/17047502/uppdrag-granskning/uppdrag-granskning-avsnitt-12-4?start=auto&tab=2018 {{Wayback|url=https://www.svtplay.se/video/17047502/uppdrag-granskning/uppdrag-granskning-avsnitt-12-4?start=auto&tab=2018 |date=20180614221231 }}
120. ↑  ”Så mycket pengar fick Christer Pettersson av mediabolagen”. Aftonbladet. https://www.aftonbladet.se/nyheter/a/G1jMvx. Läst 2 juni 2018.
121. ↑  Hansson, Kristofer, Johnsson, Fredrik, P3 Dokumentär. Om mordet på Olof Palme, Sveriges Radio 2006, tid: 29:55, länk: https://sverigesradio.se/sida/avsnitt/83907?programid=2519
122. ↑  Hellberg, Anders (30 september 2004). ”Epileptiskt anfall bakom Christer Petterssons död”. Dagens Nyheter. http://www.dn.se/nyheter/sverige/epileptiskt-anfall-bakom-christer-petterssons-dod. Läst 21 februari 2011.
123. ↑  Agnes Aronsson (12 juni 2020). ”Stor intervju med Lars Larsson om Palmemordet”. KalmarPosten. Arkiverad från originalet den 15 juni 2020. https://web.archive.org/web/20200615081724/https://www.kalmarposten.se/nyheter/stor-intervju-med-lars-larsson-om-palmemordet. Läst 15 juni 2020.
124. 1 2  Olof Svensson, Robert Laul (28 februari 2020). ”Pekade ut Skandiamannen – har haft kontakt med Palmeutredarna”. Aftonbladet. https://www.aftonbladet.se/nyheter/samhalle/a/0n7AgE/pekade-ut-skandiamannen--har-haft-kontakt-med-palmeutredarna.
125. ↑  ”Nationens fiende: Om mordet på Olof Palme - förlagets presentation”. Bokus. 9 augusti 2016. https://www.bokus.com/bok/9789176991053/nationens-fiende-om-mordet-pa-olof-palme/. Läst 15 juni 2020.
126. ↑  Pettersson, Thomas (2018). Den osannolika mördaren: Skandiamannen och mordet på Olof Palme. En bok från Filter. [Göteborg]: Offside Press. Libris 22693332. ISBN 9789185279586
127. ↑  Claes Petersson (31 augusti 2018). ”Mårten Palmes avslöjande: "Han är lik personen som jag såg vid Grand"”. Expressen. https://www.expressen.se/nyheter/marten-palmes-avslojande-om-skandiamannen/. Läst 15 juni 2024.
128. ↑  Claes Petersson (31 augusti 2018). ”Palmevittnet pekar ut Engström som mördaren”. Expressen. https://www.expressen.se/nyheter/palmevittnet-pekar-ut-engstrom-som-mordaren/. Läst 15 juni 2024.
129. ↑  Marcus Jönsson (28 maj 2018). ”Palmemordet: "Finns helt klart fortfarande saker att utreda"”. Proletären. https://proletaren.se/artikel/finns-helt-klart-fortfarande-saker-att-utreda. Läst 15 juni 2024.
130. ↑  Persson, Leif GW (27 maj 2018). ”Det fanns två skäl till att Skandiamannen avskrevs”. Expressen. https://www.expressen.se/kronikorer/leif-gw-persson/det-fanns-tva-skal-till-att-skandiamannen-avskrevs/. Läst 15 juni 2024.
131. ↑  Granskningskommissionens betänkande (SOU 1999:88), s. 738
132. ↑  Granskningskommissionens betänkande (SOU 1999:88), s. 718
133. ↑  Granskningskommissionens betänkande (SOU 1999:88), s. 158
134. ↑  Borgström (1991), s. 114
135. ↑  Borgström (1991), s. 117
136. ↑  Granskningskommissionens betänkande (SOU 1999:88), s. 163
137. ↑  Borgström (1991), s. 92
138. ↑  https://www.svt.se/nyheter/granskning/ug/har-ar-svagheterna-i-vittnesmalen-mot-christer-pettersson
139. ↑  Borgström (1991), s. 96–98
140. ↑  http://www.itdemokrati.nu/page36b.html
141. ↑  Borgström (1991), s. 41
142. ↑  Borgström (1991), s. 49–52
143. ↑  Granskningskommissionens betänkande (SOU 1999:88), s. 740
144. ↑  Granskningskommissionens betänkande (SOU 1999:88), s. 749
145. ↑  Borgnäs, Lars (2006). En iskall vind drog genom Sverige. Mordet på Olof Palme. Falun: Norstedts. sid. 109
146. ↑  Granskningskommissionens betänkande (SOU 1999:88), s. 750
147. ↑  Granskningskommissionens betänkande (SOU 1999:88), s. 754
148. ↑  Granskningskommissionens betänkande (SOU 1999:88), s. 755, 767
149. ↑  Granskningskommissionens betänkande (SOU 1999:88), s. 755, 770–775
150. ↑  Granskningskommissionens betänkande (SOU 1999:88), s. 756, 777
151. ↑  Granskningskommissionens betänkande (SOU 1999:88), s. 757
152. ↑  Wall, Gunnar, Mordgåtan Olof Palme. Kan mordet få sin lösning?, uppläsare: Per Juhlin, Bonnier Audio 2019. Ljudbok. tid: 01:42:51
153. ↑  Wall, Mordgåtan Olof Palme. Kan mordet få sin lösning?, tid: 02:07:57
154. ↑  Wall, Mordgåtan Olof Palme. Kan mordet få sin lösning?, tid: 02:13:50
155. ↑  Wall, Mordgåtan Olof Palme. Kan mordet få sin lösning?, tid: 02:23:09
156. ↑  Granskningskommissionens betänkande (SOU 1999:88), s. 275–276
157. ↑  ”Polisspåret (Del 1)”. Striptease. SVT. 27 april 1994. http://www.youtube.com/watch?v=kDe73MKjmqA. Läst 21 februari 2011.
158. ↑  ”Polisspåret (Del 2)”. Striptease. SVT. 27 april 1994. http://www.youtube.com/watch?v=1487K2DJk2k&feature=related. Läst 21 februari 2011.
159. ↑  "Baseball"-polisernas fest efter Palme-mordet, Expressen. Publicerad 25 januari 2016. Läst 6 februari 2021.
160. ↑  Olle Alsén, Leif Ljungquist, Kari och Pertti Poutiainen i Mord in Stockholm. Wer erschoss Olof Palme?, ARD 28 februari 2016, kl. 20.15, länk: https://www.youtube.com/watch?v=87LEs7LbhOQ
161. ↑  Granskningskommissionens betänkande (SOU 1999:88), s. 418–419
162. ↑  Minell, Olle (15 september 2010). ”Vad döljer sig i de hemliga Palmedokumenten?”. Proletären. http://proletaren.se/inrikes/vad-doljer-sig-i-de-hemliga-palmedokumenten. Läst 21 februari 2011.
163. ↑  Minell, Olle (1 oktober 2010). ”Hittar vi Palmes mördare i Stockholms Försvarsskytteförening?”. Proletären. http://proletaren.se/inrikes/hittar-vi-palmes-mordare-i-stockholms-forsvarsskytteforening. Läst 21 februari 2011.
164. ↑  Baude, Frank, red (1989). Mordet på Palme och polisspåret: [en vitbok]. Göteborg: Kommunistiska partiet marxist-leninisterna (revolutionärerna) (KPML(r)). Libris 7639398. ISBN 91-7384-043-2[sidnummer behövs]
165. ↑  Johansson, Anders; Tagesson, Eric (22 februari 2011). ”GW: Palme mördades av en polis”. Aftonbladet. http://www.aftonbladet.se/nyheter/article8604760.ab. Läst 23 februari 2011.
166. ↑  "Lambertz starkt kritisk mot Palmeutredning". Sverigesradio.se. 6 oktober 2012. Läst 6 oktober 2012.
167. ↑  Sven Anér i Mord in Stockholm. Wer erschoss Olof Palme?, ARD 28 februari 2016, kl. 20.15, länk: https://www.youtube.com/watch?v=87LEs7LbhOQ
168. ↑  Lampers, Lars Olof (23 februari 2006). ”Poliskonspirationen”. Rapport. SVT. Arkiverad från originalet den 20 december 2010. https://web.archive.org/web/20101220145115/http://svt.se/2.48530/1.545655/poliskonspirationen. Läst 21 februari 2011.
169. 1 2  Edman, Nils (21 september 2012). ”Joakim Palme: Pappa ville ha livvaktsskydd mordkvällen”. SVT Nyheter. https://www.svt.se/nyheter/inrikes/joakim-palme-pappa-ville-ha-livvaktsskydd-mordkvallen. Läst 7 mars 2020.
170. ↑  ”Han skulle vara beredd att dö för statsminister Palme”. Expressen. https://www.expressen.se/nyheter/han-skulle-vara-beredd-att-do-for-statsminister-palme/. Läst 7 mars 2020.
171. ↑  ”’Säpo ligger bakom Olof Palmes död’”. Aftonbladet. https://www.aftonbladet.se/a/BJkzwg. Läst 7 mars 2020.
172. ↑  ”Palmes vän om mystiska poliserna före mordet”. Expressen. https://www.expressen.se/nyheter/palmes-van-om-mystiska-poliserna/. Läst 25 maj 2018.
173. 1 2 3 4  ”Nya kravet i Palmeutredningen: Utred hemliga nätverket”. Expressen. https://www.expressen.se/nyheter/nya-kravet-i-palmeutredningen-utred-det-hemliga-natverket/. Läst 7 maj 2020.
174. 1 2  ”eFOLKET kräver: Upp på bordet med alla fakta om CIA-skapelsen Stay Behind och mordet på Olof Palme!! – eFOLKET”. efolket.eu. https://efolket.eu/efolket-kraver-upp-pa-bordet-med-alla-fakta-om-cia-skapelsen-stay-behind-och-mordet-pa-olof-palme/. Läst 7 maj 2020.
175. ↑  Ganser, Daniele. (2005). NATO's secret armies : operation Gladio and terrorism in Western Europe. Frank Cass. sid. 251. ISBN 0-203-01777-3. OCLC 60742343. https://www.worldcat.org/oclc/60742343. Läst 7 maj 2020.  ”"1951
In Sweden, CIA agent William Colby based at the CIA station in Stockholm
supports the training of stay-behind armies in neutral Sweden and Finland and in
the NATO member countries Norway and Denmark."

"1953 In Sweden, the police arrests right-winger Otto Hallberg and discovers the Swedish
stay-behind army. Hallberg is set free and charges against him are mysteriously
dropped."

"1991
In Sweden, the media reveals that a secret stay-behind army existed in neutral
Finland with an exile base in Stockholm. Finnish Defence Minister Elisabeth
Rehn calls the revelations 'a fairy tale', adding cautiously 'or at least an incred-
ible story, of which I know nothhing'."”
176. 1 2  Anér, Sven. ”2 (Palme-nytt-boken / 1997)”. runeberg.org. https://runeberg.org/palmenytt/1997/0140.html. Läst 7 maj 2020.
177. 1 2  Prados, John. (2003). Lost crusader : the secret wars of CIA director William Colby.. Oxford University Press. sid. 48. ISBN 0-19-512847-8. OCLC 49493468. https://www.worldcat.org/oclc/49493468. Läst 7 maj 2020
178. ↑  Prados, John. (2003). Lost crusader : the secret wars of CIA director William Colby.. Oxford University Press. sid. 46. ISBN 0-19-512847-8. OCLC 49493468. https://www.worldcat.org/oclc/49493468. Läst 7 maj 2020
179. ↑  ”Nya kravet i Palmeutredningen: Utred hemliga nätverket”. Expressen. https://www.expressen.se/nyheter/nya-kravet-i-palmeutredningen-utred-det-hemliga-natverket/. Läst 25 maj 2018.
180. 1 2 3  Dirk Pohlmann: Operation Täuschung. Die Methode Reagan, Februar Film/ARTE 2014, tid: 25:10
181. ↑  Borgnäs, Lars, Nationens intresse. Har svenska folket vilseletts om ubåtarna, Estonia och mordet på Olof Palme?, Norstedts 2011, sid. 233
182. ↑  Nationens intresse, sid. 236-238
183. ↑  Nationens intresse, sid. 228-232
184. ↑  Nationens intresse, sid. 233-234
185. ↑  Nationens intresse, sid. 232
186. ↑  Holmström, Mikael. (2011). Den dolda alliansen : Sveriges hemliga NATO-förbindelser. Atlantis. ISBN 978-91-7353-404-8. OCLC 744284994. https://www.worldcat.org/oclc/744284994. Läst 18 maj 2020
187. ↑  ”Nya kravet i Palmeutredningen: Utred hemliga nätverket”. Expressen. https://www.expressen.se/nyheter/nya-kravet-i-palmeutredningen-utred-det-hemliga-natverket/. Läst 7 maj 2020.  ”Samtidigt anser flera experter – som inte räknas till den vildvuxna floran av ”privatspanare” – att utredningen bör titta närmare på den svenska motståndsrörelsen. Alltså den hemliga grupp som var en del av det Nato-kontrollerade nätverket Stay behind (stanna kvar) med halvmilitära grupper som skapades i Västeuropa under det kalla kriget. Enligt denna teori kan poliser/militärer, som var medlemmar i rörelsen och ansåg Palme vara en ”landsförrädare”, ligga bakom mordet.”
188. ↑  ”Nya kravet i Palmeutredningen: Utred hemliga nätverket”. Expressen. https://www.expressen.se/nyheter/nya-kravet-i-palmeutredningen-utred-det-hemliga-natverket/. Läst 7 maj 2020.  ”Lars Gyllenhaal tycker att Stay behind ska utredas och säger:

– Rörelsen är värd ett gediget forskningsarbete. Det är värt att forska om alla varianter av den. Den var en viktig del av våra militära förbindelser med väst under kalla kriget.

Han förklarar att det fanns tre hemliga rörelser i Sverige som förberedde motstånd i händelse av en sovjetisk invasion:

  1. En officiell statlig motståndsrörelse, organiserad av försvarsstaben, som bildades 1947.
  2. En privat nazistinfluerad, Sveaborg, med bland andra svenska före detta SS-frivilliga. Den förbjöds efter några år.
  3. En USA-styrd, ledd av senare CIA-chefen William Colby som var stationerad i Stockholm i början av 1950-talet. Den avvecklades på svensk begäran, men det är oklart hur mycket av den som överfördes till den svenska motståndsrörelsen.”
189. ↑  Anders Jallai, Stark koppling mellan Stay behind och Palmemordet, Newsmill, Publicerad: 27 januari 2013, Läst: 28 januari 2013.
190. ↑  ”Anna försökte rädda livet på Olof Palme”. Expressen. https://www.expressen.se/nyheter/anna-forsokte-radda-livet-pa-olof-palme/. Läst 7 maj 2020.
191. ↑  https://www.youtube.com/watch?v=Yzzmsz1dJ_g
192. ↑  https://www.youtube.com/watch?v=trGfQREzScY
193. ↑  Ganser, Daniele (2006-10-01). ”The CIA in Western Europe and the abuse of human rights”. Intelligence and National Security 21 (5):  sid. 780-781. doi:10.1080/02684520600957712. ISSN 0268-4527. https://doi.org/10.1080/02684520600957712. Läst 7 maj 2020.
194. ↑  Anér, Sven. ”1 (Palme-nytt-boken / 1997)”. runeberg.org. https://runeberg.org/palmenytt/1997/0139.html. Läst 7 maj 2020.
195. ↑  Anér, Sven. ”3 (Palme-nytt-boken / 1997)”. runeberg.org. https://runeberg.org/palmenytt/1997/0141.html. Läst 7 maj 2020.
196. ↑  Anér, Sven. ”4 (Palme-nytt-boken / 1997)”. runeberg.org. https://runeberg.org/palmenytt/1997/0142.html. Läst 7 maj 2020.
197. ↑  Anér, Sven. ”5 (Palme-nytt-boken / 1997)”. runeberg.org. https://runeberg.org/palmenytt/1997/0143.html. Läst 7 maj 2020.
198. ↑  ”Obituary: Allan Francovich” (på engelska). The Independent. 28 april 1997. http://www.independent.co.uk/news/people/obituary-allan-francovich-5569972.html. Läst 7 maj 2020.
199. ↑  Ganser, Daniele. (2005). NATO's secret armies : operation Gladio and terrorism in Western Europe. Frank Cass. ISBN 0-203-01777-3. OCLC 60742343. https://www.worldcat.org/oclc/60742343. Läst 7 maj 2020.  ”A year later the BBC took up the Gladio issue once again and broadcasted
three excellent documentaries on Gladio by Allan Francovich. Few had as much
experience in making documentaries on sensitive issues as filmmaker Francovich
who with his 1980 production 'On Company Business' had exposed the dark side
of the CIA which won him the International Critics Award for the best documentary
at the Berlin Film Festival. Then he investigated Gladio, and thereafter with 'The
Maltese Double Cross', Francovich in 1995 presented the connection between
the 1988 crash of Pan Am flight 103 over Lockerbie and the accidental shooting
down of Iran Air 655 by the American warship USS Vincennes in the same year.
'Rare indeed, outside fiction, are the crusaders of truth who, time and time again,
have put themselves in personal danger as Francovich did', his friend Tarn Dalyell
remembered him after Francovich had died from a heart attack under mysterious
circumstances upon entering the United States at the Customs Area of Houston
Airport, Texas, on April 17, 1997.”
200. ↑  Jinge, Anders, Tysk bok: CIA och Nato dödade Olof Palme, länk: http://jinge.se/allmant/tysk-bok-cia-och-nato-dodade-olof-palme.htm publicerad: 28 februari 2018, hämtad: 26 maj 2018
201. ↑  Granskningskommissionens betänkande (SOU 1999:88), s. 479
202. ↑  ”Pekar ut torped – i tv-inslag dagen efter Palmemordet”. http://www.aftonbladet.se/nyheter/article20612124.ab. Läst 13 augusti 2015.
203. ↑  Sundberg, J.0. (27 juni 2006). ”PALMEMORDET 1: "Det var Ustasja!"”. Aftonbladet. Arkiverad från originalet den 7 juni 2012. https://web.archive.org/web/20120607074648/http://blogg.aftonbladet.se/2157/perma/40629. Läst 21 februari 2011.
204. ↑  Smith, Paul (2012) (på danska). Palmes morder: er mordgåden løst?.. Højbjerg: Hovedland. Libris 13456844. ISBN 978-87-7070-323-9[sidnummer behövs]
205. ↑  Dansk forfatter: Her er Palmes morder, Ekstrabladet, 6 juni 2012
206. ↑  Interview: Palme-mordet opklaret?, TV2 Östjylland, 6 juni 2012
207. ↑  Smith (2012), sida 131.
208. ↑  ”Christer Andersson”. wpu.nu. https://wpu.nu/wiki/Christer_Andersson. Läst 26 februari 2024.
209. ↑  Hylin, Mikael (26 februari 2006). ”Jag såg mordet på Palme”. SVT. Arkiverad från originalet den 7 oktober 2012. https://web.archive.org/web/20121007155411/http://www.svt.se/2.53606/1.543141/jag_sag_mordet_pa_palme. Läst 23 augusti 2007.
210. ↑  Boo, Urban (4 november 1998). ”KGB lät mörda Palme”. Helgbladet:  s. 6. Läst 29 januari 2008.
211. ↑  Fleischer, Rasmus (28 februari 2018). ”Palmemordet och konspirationsteorierna”. Arbetaren. https://www.arbetaren.se/2018/02/28/palmemordet-och-konspirationsteorierna/. Läst 20 april 2023.
212. ↑  TT (15 september 2007). ”Stasi utredde Palme-mordet”. Sydsvenskan. https://www.sydsvenskan.se/2007-09-15/stasi-utredde-palme-mordet. Läst 21 februari 2011.
213. ↑  Lindehag, Lena; Thunborg, Peter (29 november 2003). ”Palmehatare sköt polisen”. Expressen. https://www.expressen.se/nyheter/palmehatare-skot-polisen/. Läst 8 september 2012.
214. ↑  Olsson, Sören; Jacobsson, Anders; Härdin, Sonja (1997). ”21 november”. Bert och bacillerna. Stockholm: Rabén & Sjögren. sid. 42-44. Libris 7237806. ISBN 91-29-64034-2
215. ↑  ”Jag vill vara farlig: 139 böcker om Palmemordet”. Jag vill vara farlig. 21 mars 2016. http://jagvillvarafarlig.blogspot.com/2016/03/113-bocker-om-palmemordet.html. Läst 15 juni 2024.